# 1600/1800 (elektrische locomotief)
De 1600 is een type elektrische locomotief gebouwd door Alstom die van 1981 tot 2011 werd ingezet door de Nederlandse Spoorwegen (NS). Sindsdien zijn de locomotieven in dienst bij andere vervoerders, staan terzijde of zijn gesloopt.

## Ontwikkeling

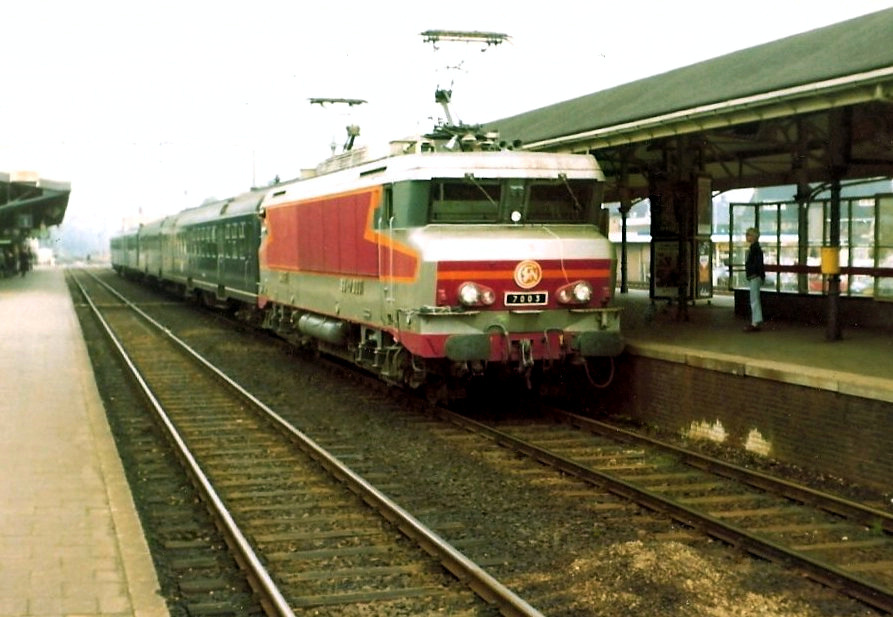
Proefrit van een SNCF-variant in 1976 in Hilversum.

De serie 1600 werd in 1978 besteld, nadat in de jaren zeventig verschillende loctypen bij NS hadden proefgereden. Een daarvan was de SNCF BB 7200, waarvan de 1600 is afgeleid. De 58 locomotieven werden afgeleverd tussen 1981 en 1983. Als gevolg van hun komst werden de oude locomotieven van de series 1000 en 1500 afgevoerd.
Vanouds zit de machinist bij Nederlandse treinen in het midden of rechts. De 1600 had de stuurstand echter aan de linkerkant, zoals dit in het linksrijdende Frankrijk gebruikelijk is. Alvorens de locomotieven te bestellen maakte NS een proefrit, waaruit bleek dat de machinist van de linkerkant even goed zicht heeft op de seinen (die in Nederland rechts van de baan staan) als vanuit het midden.
Door de elektronische vermogensregeling met thyristorchoppers waren de locomotieven bij ingebruikname de zuinigste en krachtigste locomotieven van NS. De (lucht)compressor is tamelijk luidruchtig. Al snel na de serielevering werden proeven genomen met een stillere schroefcompressor die later is toegepast in de serie 1700. De sterke tractiemotoren zijn opgenomen in een bijzondere tandwielkastconstructie en worden, behalve door zelfventilatie, ook vreemd geventileerd, evenals de choppers, afhankelijk van de trekkracht als functie van het opgenomen vermogen. Als eerste elektrische locomotieven bij NS waren zij - althans in principe - in staat met twee exemplaren in treinschakeling te rijden, maar in de praktijk is daar zeer zelden gebruik van gemaakt omdat de aansturing van de tractie-installatie de beveiligingssystemen van NS stoort. De 1700 kon dit naderhand wel door een aangepaste tractie-installatie.
De thyristorchoppers van de 1600/1800 (geleverd door Jeumont-Schneider) hebben een variabele frequentie. Dat wil zeggen dat de frequentie begint bij 11 Hz en vervolgens wordt verhoogd naar 33 Hz, 100 Hz en uiteindelijk 300 Hz. Als de hoofdchoppers volledig zijn uitgestuurd, zorgt een extra set thyristoren voor veldverzwakking waardoor de snelheid nog verder kan worden opgevoerd.
De tractiemotoren, van het type TAB 674, zijn 8-polige gelijkstroommotoren met een vermogen van  2.325 kW en een maximale snelheid van 1300 rpm. Op elk draaistel is één tractiemotor gemonteerd.  

## Locomotiefnamen

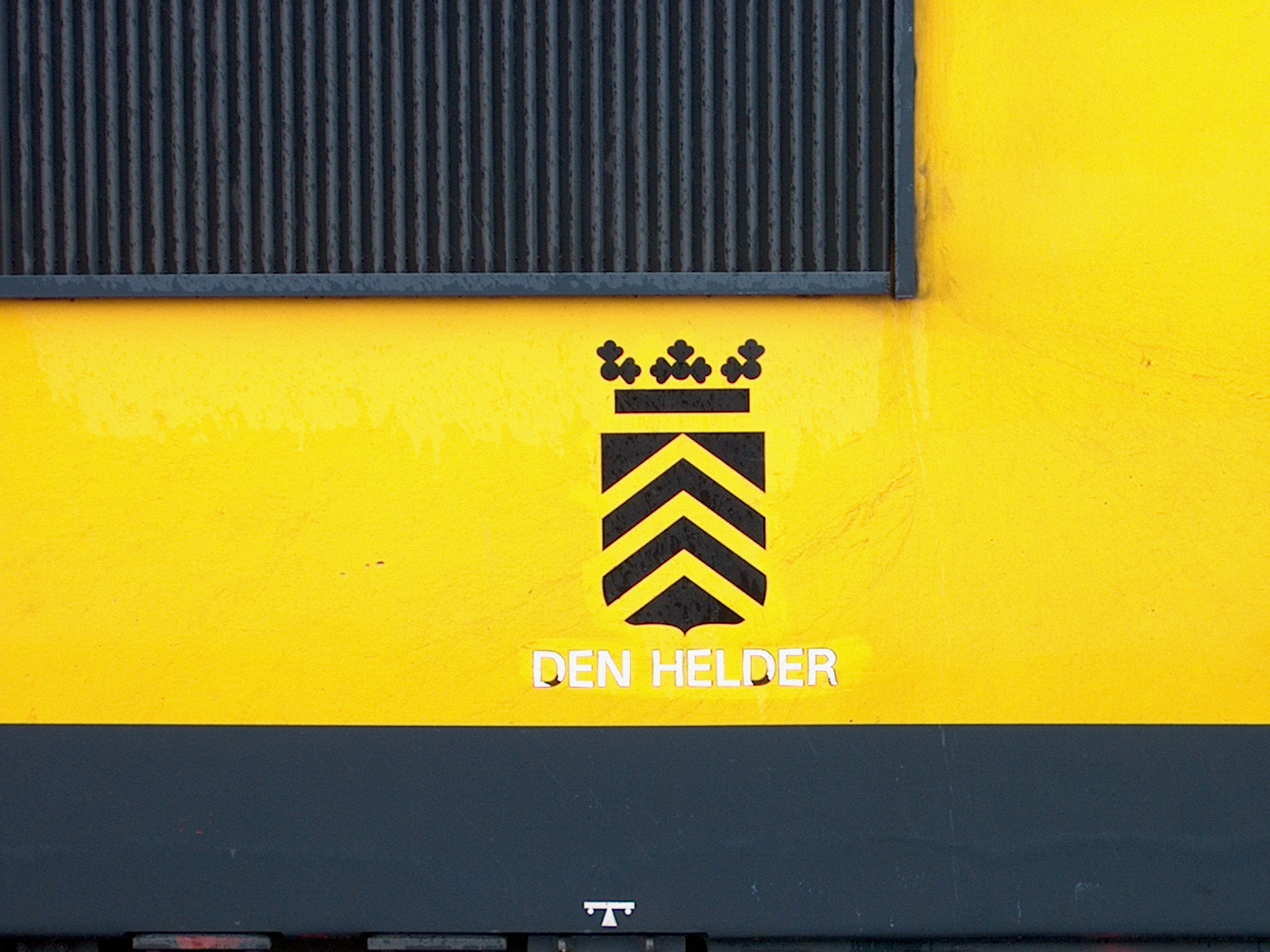
NS 1853 Den Helder

In de jaren tachtig kregen alle locs van de serie 1600 de naam en het wapen van een Nederlandse plaats. De 1600's in dienst bij Railion (sinds 2009 DB Schenker Rail) verloren het stadswapen toen zij de gele Railion-kleurstelling kregen. Bij die locs stond alleen de plaatsnaam op de zijkant. De rode locomotieven kregen hun stadswapen weer terug. Ook de locomotieven in dienst bij Locon, Bentheimer Eisenbahn, EETC en Rotterdam Rail Feeding en voorheen ACTS en HUSA hebben hun stadswapen verloren. Alleen Locon 9908 had het stadswapen van Zwolle weer terug, omdat het hoofdkantoor van dat bedrijf in Zwolle stond (LOCON Benelux bestaat niet meer, is in 2017 failliet verklaard).

## Langste reizigerstrein
Bekendheid verwierf dit type door in 1989 de langste reizigerstrein ter wereld te trekken, ruim 1,6 km met 60 intercityrijtuigen, ter gelegenheid van 150 jaar spoorwegen in Nederland. De loc 1607 Vlissingen werd hiervoor gebruikt. Die kreeg speciaal voor die gelegenheid een extra grote revisie. Ook waren er speciale opschriften aangebracht op de locomotief. Zo werd de tekst 'Ik trok de langste reizigerstrein ter wereld' aangebracht. Twee jaar later werd het record alweer verbroken door de Belgische E-loc 2711, die 70 rijtuigen trok. In 2015 is de 1607 gesloopt te Almelo.

## 1700
De latere serie 1700 uit de jaren negentig is uiterlijk grotendeels gelijk aan de 1600. Technisch zijn er echter enige verschillen, zoals de automatische koppeling, gewijzigde choppersturing en een stiller type compressor. Een 1700 kan niet samen rijden met een 1600/1800.

## Opsplitsing in 1600- en 1800-serie

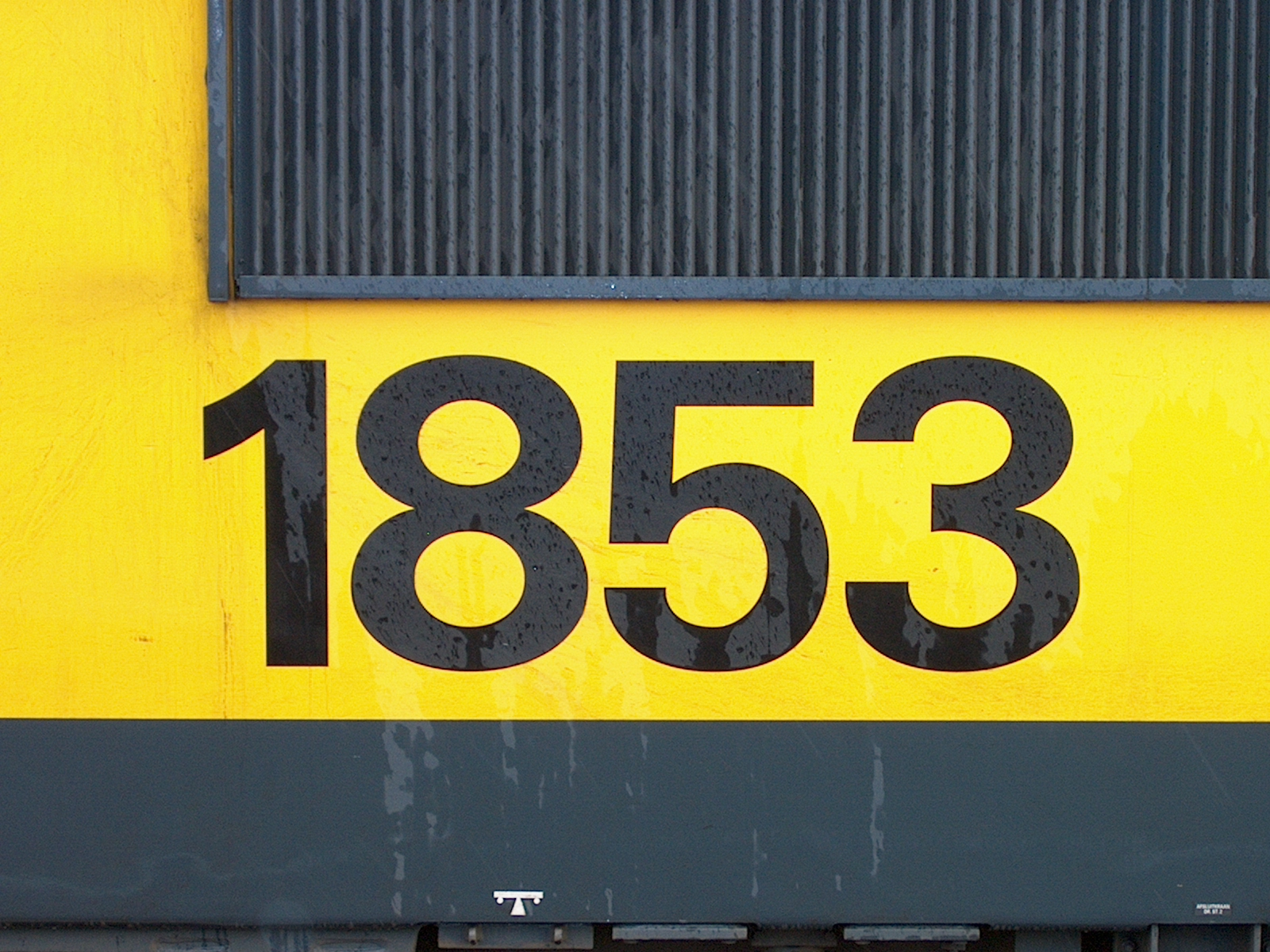
NS 1853 Den Helder

Bij de opsplitsing van NS in 1999 werd de serie 1600 verdeeld over NS Reizigers (NSR) (21 stuks) en NS Cargo (NSC) (37 stuks). De locomotieven van NS Cargo (1601-1637) behielden hun oude nummer, de NSR-locs kregen een nummer in de 1800-serie, met behoud van volgnummer. Slechts één loc, de 1637, kreeg de nieuwe rode huisstijl van NS Cargo aangemeten, de rest behield het NS-geel. In 2002 werden nog eens 14 locomotieven (1623, 1624 en 1626-1637) naar NS Reizigers overgeheveld. Wegens grote schade aan de 1625 ging hij niet over naar NSR en werd de nummerserie onderbroken. Ook de rode 1637 ging naar NS Reizigers en kreeg later zijn gele kleur terug. De loc heeft voor NSR nog wel in de rode kleur gereden met het nummer 1837 erop.
In december 2006 waren er plannen om de 1600'en die terzijde stonden te Maastricht ook over te hevelen naar NSR, aangezien Railion met een overschot kampte. Het betrof de locs 1605, 1607, 1608, 1610, 1617, 1618, 1620, 1622 en 1625. Deze locs zijn echter niet aan NSR verkocht, aangezien deze de verkoopprijs te hoog vond en de bestelling van nieuwe VIRM-dubbeldekstreinstammen minder tijd in beslag nam.

## Inzet

### NS Cargo, Railion, DB Schenker Rail

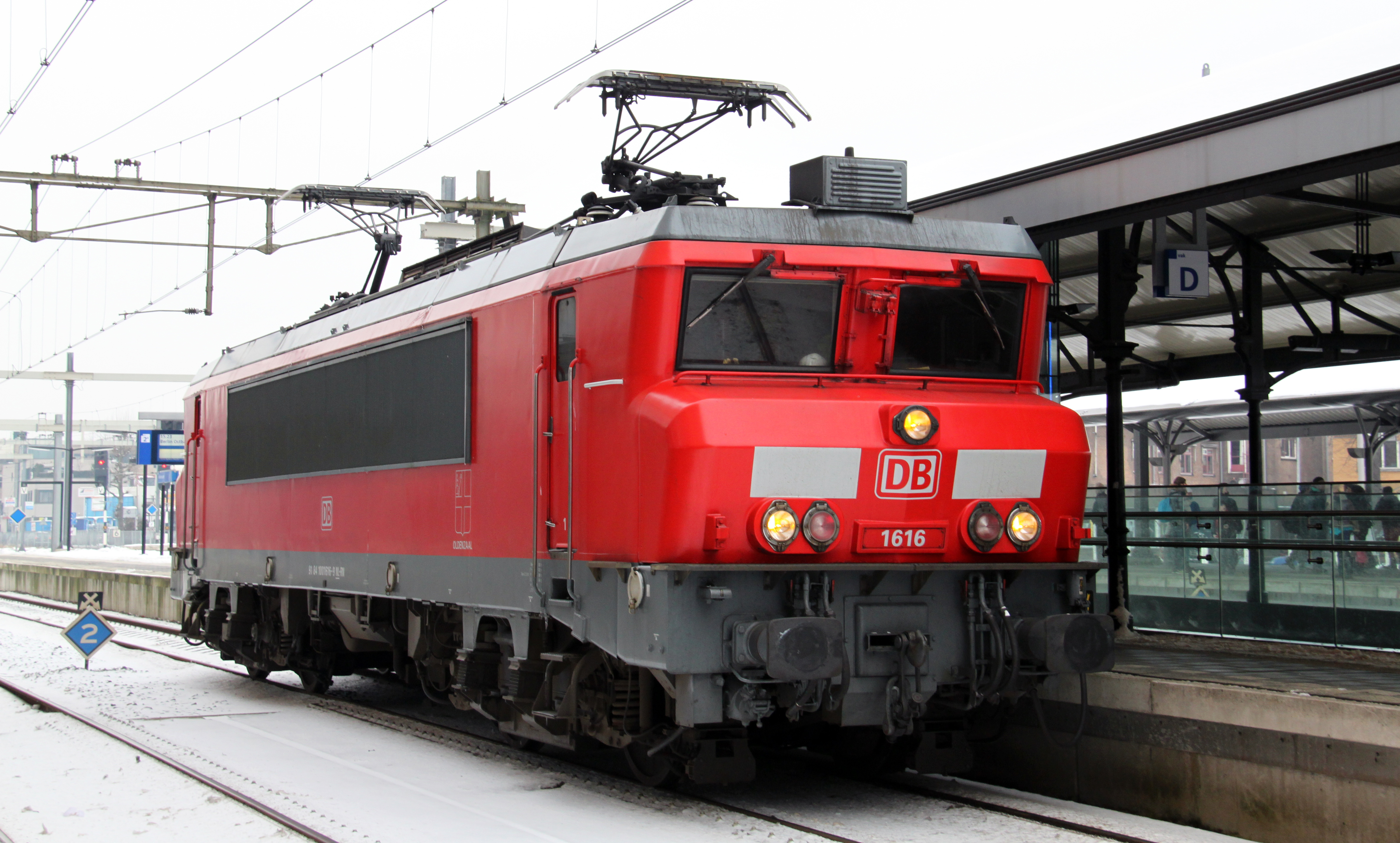
Losse locomotief DB Schenker Rail 1616 te Hilversum; 2013

Vanaf januari 1999 werden de locomotieven 1601 - 1637 ingezet bij NS Cargo.
NS Cargo ging na een fusie met DB Cargo in 2000 verder onder de naam Railion en sinds 2009 onder de naam DB Schenker Rail. Per 1 april 2016 werd de naam weer veranderd naar DB Cargo. Dit bedrijf zette de 1600'en in voor goederentreinen en besloten reizigerstreinen.
In de periode 2009-2015 werden de 1605, 1607 (in 2015, de lok met het wereldrecord van 60 getrokken rijtuigen uit 1989), 1608, 1610, 1617, 1620, 1622 en 1625 gesloopt.
Sinds februari 2012 verschenen de 1600'en ook in DB-rood. Alle zeven bij DB Schenker Rail in dienst zijnde 1600'en werden rood geschilderd. Dit betrof de 1602, 1604, 1611, 1612, 1614, 1615 en 1616.
DB Schenker zette de zeven locomotieven dagelijks in voor Unit Cargo-treinen vanuit de Kijfhoek naar Amsterdam, Onnen, Sloe en Sittard.
Het aantal ingezette locomotieven slonk vanaf 2012, eerst gingen de 1602 en 1612 terzijde, later volgden ook de 1614 en 1616.
Vanaf januari 2020 reden er nog maar drie 1600's bij DB Cargo. Dit betrof de 1604, 1611 en 1615.
Per 3 april 2020 werden deze drie locs buiten dienst gesteld omdat zij aan revisie toe waren. Door de geplande verbouwing van Rangeerterrein Kijfhoek naar een bovenleidingsspanning van 25 kV was het voor DB niet rendabel genoeg om de 1600'en nog te reviseren.
Kleurrijk aan het afscheid waren de teksten op de locs."Elke dag wat dichterbij, na 39 jaar trouwe dienst is het dan voorbij" en "DB Cargo neemt afscheid van de locomotiefserie 1600".

### NS Reizigers

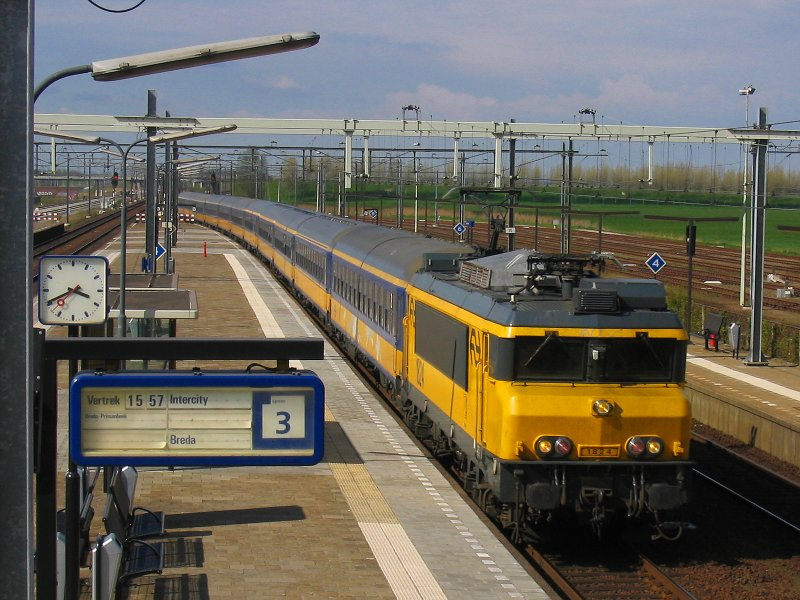
Locomotief 1824 met ICR NS-rijtuigen te Lage Zwaluwe; 2007

NS Reizigers gebruikte de locomotieven voor het trekken of duwen van dubbeldeksmaterieel van de eerste generatie en voor het trekken van rijtuigen in de reizigersdienst.
Loc 1838 is na een botsing te Amsterdam Centraal op 21 mei 2004 met zware schade buiten dienst gesteld. De loc heeft als onderdelenleverancier voor andere locs gefungeerd en stond lange tijd te Roosendaal. In augustus 2007 is de loc in Rotterdam gesloopt. Tot 2010 werden ook de 1826, 1841 en 1851 gesloopt.
Door de terzijdestelling van de ICK-rijtuigen per 20 april 2009 had NS Reizigers een locomotievenoverschot. Daarom is een deel van de serie 1800 sindsdien terzijde gesteld.
Per 14 juni 2009 werden ook de geleasete ICL-rijtuigen uit de roulatie gehaald. Ze zijn naar hun eigenaar Deutsche Bahn teruggekeerd. De locomotieven die de ICL-treinen trokken zijn terzijde gesteld. Hierdoor is een groot deel van het 1800-park naar opstelterreinen verbannen. De locs NS 1700 zijn ongeveer 10 jaar jonger en genieten daarom de voorkeur van NS Reizigers. De inzet van de door 1800's getrokken dubbeldekstreinen werd per 7 september 2010 beëindigd, maar werd wegens materieeltekort in januari 2011 weer tijdelijk gereactiveerd. Hiervoor werden de 1839, 1842-1847, 1849-1851, 1853, 1855, 1857 en 1858 weer in dienst gesteld. Sinds 1 april 2011 is deze inzet echter weer beëindigd en staan alle 1800-locomotieven weer terzijde.
Locomotief 1856 ging in 2010 als museumloc naar het Spoorwegmuseum en kreeg in 2011 zijn oude nummer 1656 terug. In 2015 volgde als plukloc ook de 1840.
De locomotieven 1823-1837 zijn eigendom van NS Financial Services en worden vrijwel allemaal aan particuliere vervoerders verkocht.
De terzijde gestelde locomotieven 1839-1858 werden onder andere te Amsterdam Dijksgracht en Nijmegen opgesteld. Terugkeer op korte termijn leek onwaarschijnlijk. In augustus 2014 is de 1849 gesloopt als proefloc voor de rest van de nog in bezit zijnde 1800'en van NS Reizigers.
In april 2015 is de sloop gestart. Alle 1800's van de NS werden gesloopt bij HKS. Er werd gestart met de 1843, 1844 en 1850, die op 21 april naar de sloperij gingen. Vervolgens gingen op 28 april de 1839, 1847 en 1853 voor sloop naar HKS. Ook de 1607, 1608, 1617, 1620, 1838, 1842, 1845, 1846, 1848, 1852, 1854, 1855, 1857 en 1858 werden in het voorjaar van 2015 gesloopt. NSR heeft geen 1800's meer in actieve dienst.

### ACTS, HUSA

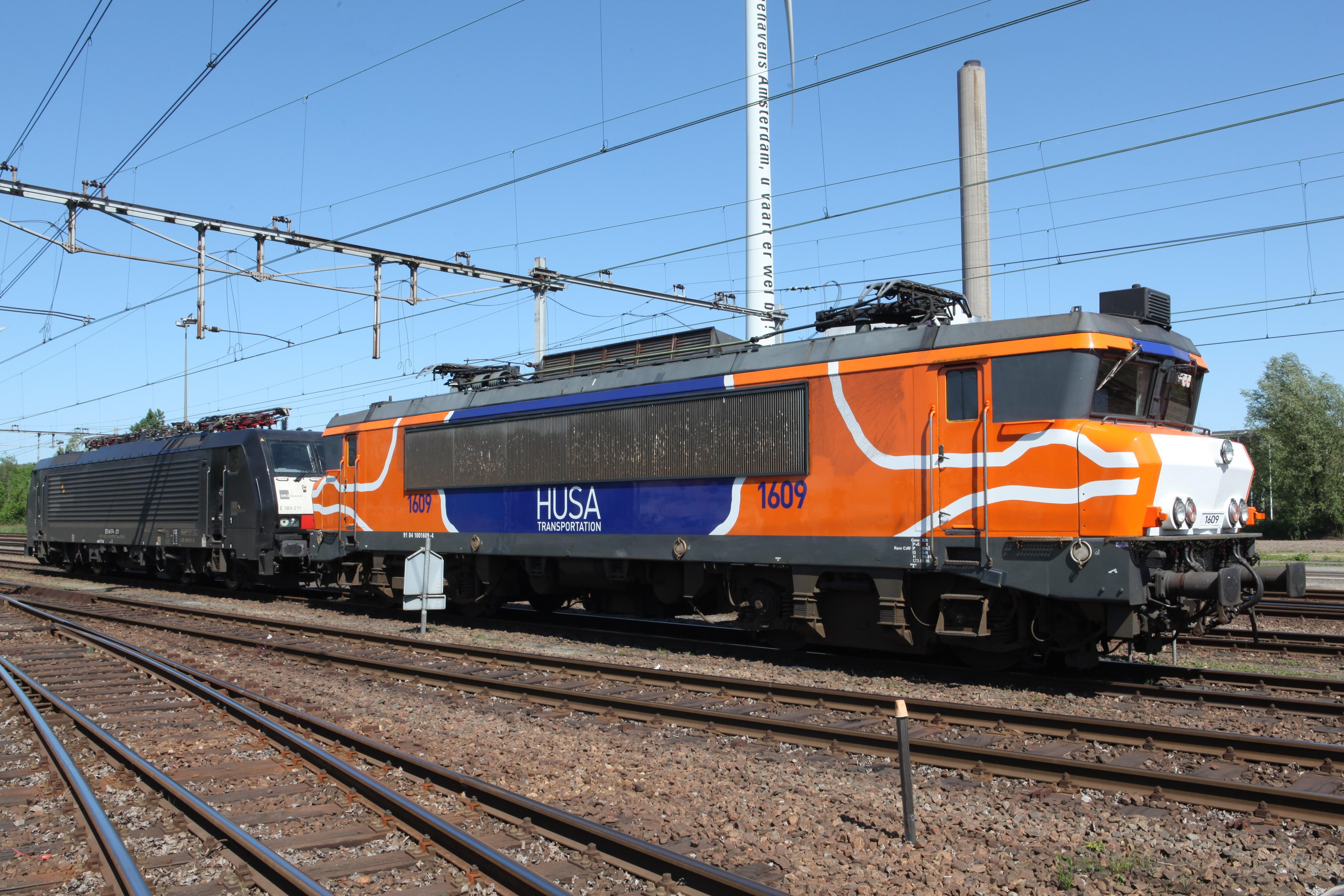
Loc 1609 in HUSA-kleuren

ACTS heeft een aantal locs van het type 1600 van Railion overgenomen. De eerste locomotief die gehuurd is door ACTS, is de 1601. Deze loc is per 21 april 2008 ingezet. Nadat hij weer was teruggegaan naar Railion (het betrof een proefbedrijf) heeft ACTS de 1606, 1609, 1619 en 1621 in gebruik genomen.
In 2011 zijn alle vier 1600's van ACTS (inmiddels HUSA geheten) bestickerd in de nieuwe kleuren van de eigenaar. Zij werden ingezet voor diverse treinen van HUSA, waarvan de containershuttles tussen de Rotterdamse haven en Veendam/Leeuwarden tot hun vaste inzetgebied behoort. Ook deden ze soms dienst voor extra personentreinen (bijvoorbeeld in het wintersportseizoen). Toen HUSA stopte met het Nederlandse spoorvervoer, zijn twee locomotieven overgaan naar RRF en de andere twee zijn terzijde gesteld. Die zijn in 2015 verkocht aan EETC. De 1621 die HUSA in dienst had is over gegaan naar Captrain.

### DB Autozug
Vanaf 9 december 2007 worden de internationale nachttreinen die via Emmerich naar Amsterdam Centraal rijden, gereden door DB Autozug. Omdat DB Autozug nog niet over (voldoende) locomotieven beschikt, huurde zij tot december 2010 voor de tractie op het Nederlandse traject enkele locomotieven BB 1600 van DB Schenker Rail.

### Bentheimer Eisenbahn
Eind 2011 heeft de Bentheimer Eisenbahn Eloc 1835 gekocht van NSR, waarbij hij het nummer "E01" gekregen heeft. De loc werd ingezet voor de Coevordenshuttle, maar kan in opdracht van Locon ook voor de Bentheim- en Bolognashuttle ingezet worden. Eind 2020 ging hij over naar Train Charter Services als 102001.

### Locon Benelux B.V.

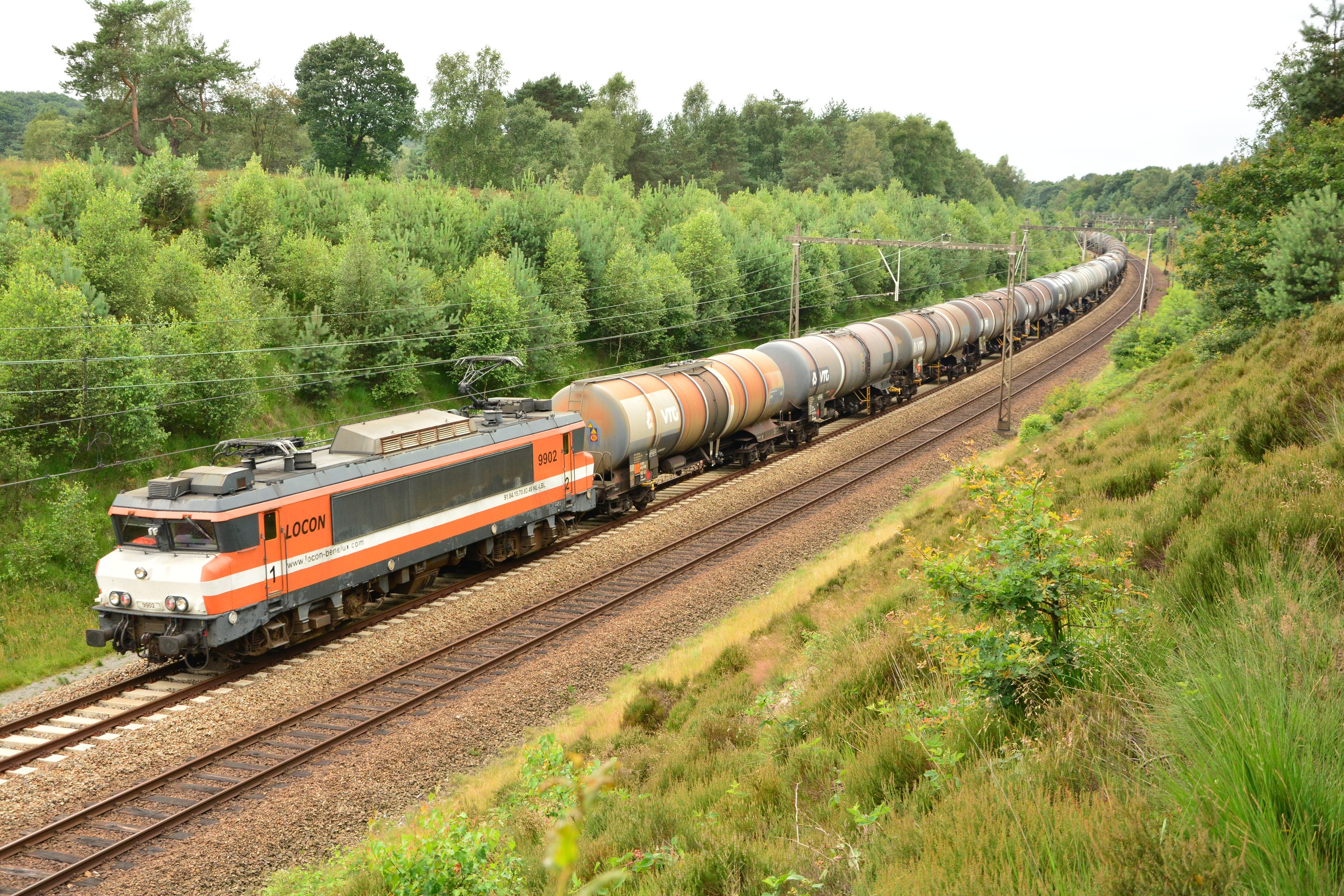
Loc Locon 9902 met keteltrein in de ingraving bij Assel; 16 juli 2016.

In juni 2011 zijn de 1827 en 1834 verkocht aan Locon Benelux, die ze ging inzetten in het goederenvervoer. De locomotieven zijn vernummerd in 9901 en 9902. In oktober 2011 heeft Locon nog twee 1800's gekocht, de 1831 en 1836, vernummerd in 9904 en 9905. In juni 2013 verscheen 1828 in Locon-kleuren als 9906. In november 2013 is de Locon 9903, ex-NS 1837, in dienst gesteld. In april 2014 is de 9908, ex-NS 1830, in dienst gesteld, die het stadswapen als enige Locon-locomotief weer heeft. Dit omdat het hoofdkantoor in Zwolle is gevestigd, en NS 1830 het stadswapen van Zwolle had. Eind februari is de 9901 beplakt in het oranje Loconfolie in Nordhorn, bij een locwerkplaats van de Bentheimer Eisenbahn.

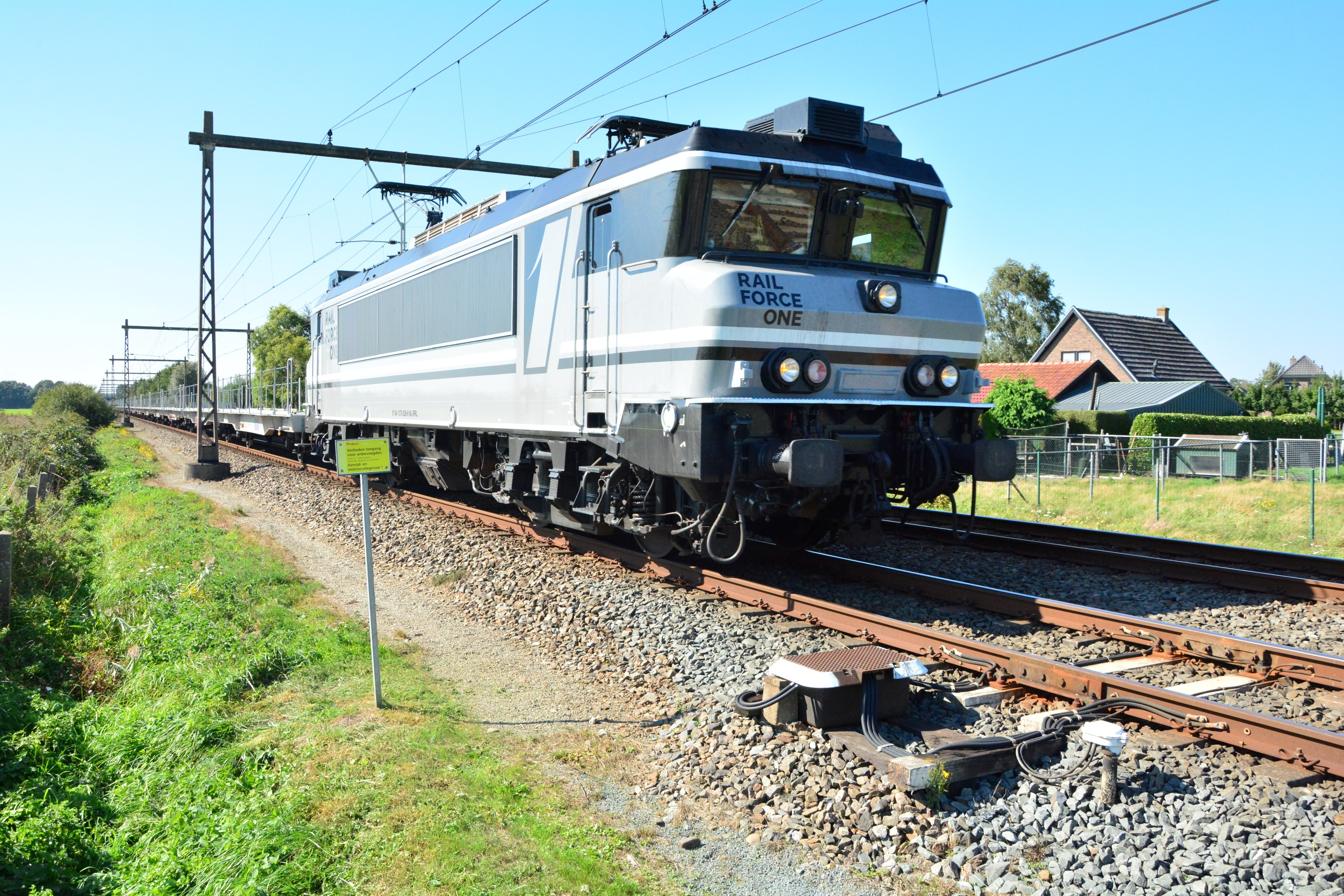
Loc Rail Force One 1829 in licht- en donkergrijze uitvoering ter hoogte van Teuge; 18 september 2018.

De locomotieven worden voor onder andere afvaltreinen gebruikt, maar ook om steenslagwagens heen en weer te brengen, staaltreinen en gezelschapstreinen te rijden. Ook worden de locomotieven soms ingezet voor de Coevorden- en de Bentheimshuttle.

#### Vernummeringen
| NS-nummer | Locon-nummer   |
| --------- | -------------- |
| 1827      | 9901           |
| 1834      | 9902           |
| 1837      | 9903           |
| 1831      | 9904           |
| 1836      | 9905           |
| 1828      | 9906           |
| 1833      | 9907 (plukloc) |
| 1830      | 9908           |
| 1829      | 9909           |
| 1824      | 9910 (plukloc) |

Op 14 juli 2017 is LOCON Benelux B.V. door de rechtbank in Overijssel failliet verklaard.
De oranje Locon-locomotieven zijn, met uitzondering van de 1827 en de pluklocs 1824 en 1833, overgegaan naar RailReLease, die vijf daarvan aan Rail Force One verhuurd heeft.

### HSL Logistik Benelux

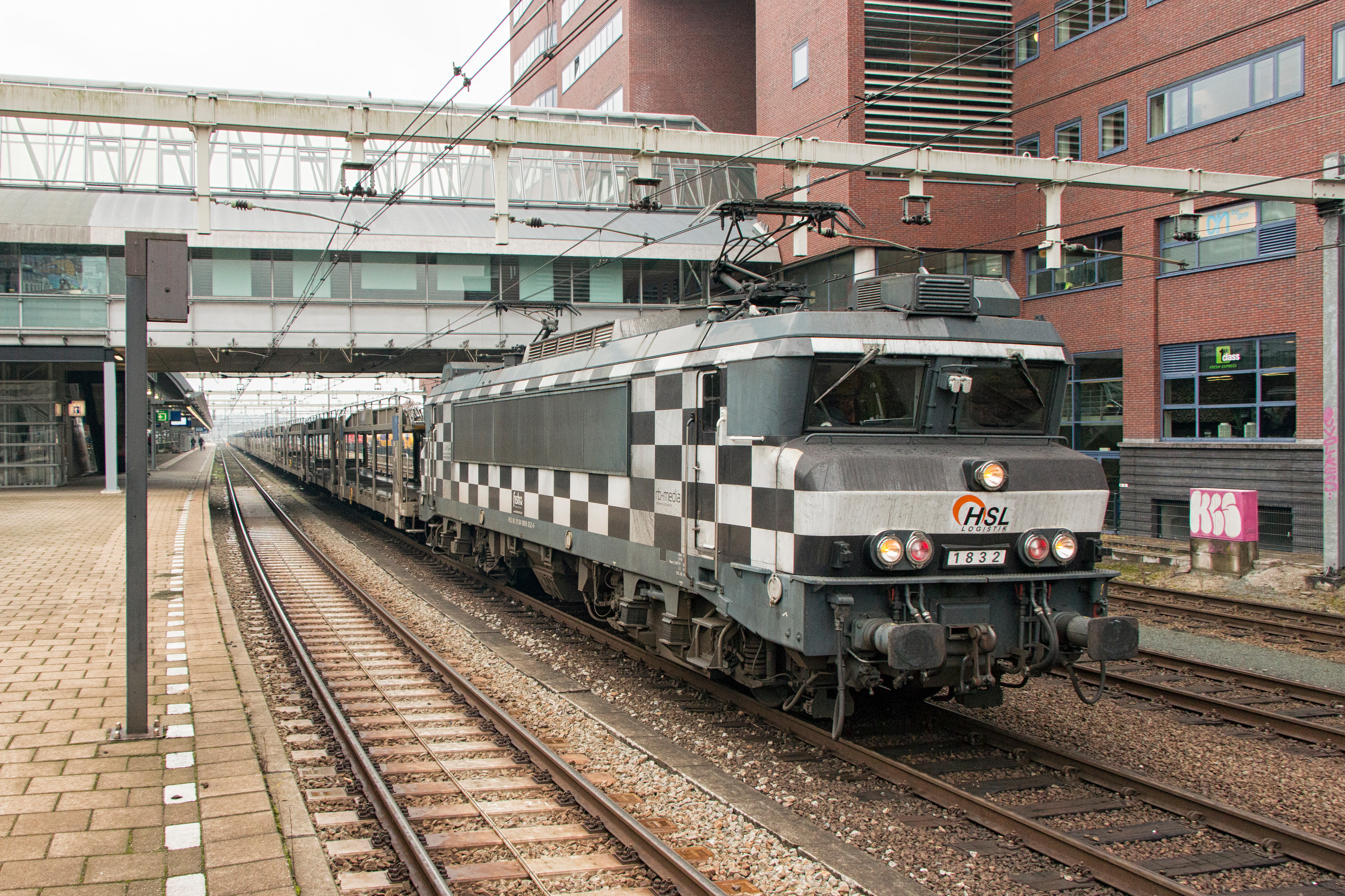
Loc HSL 1832 met beschildering in dambord-patroon te Amersfoort; oktober 2015.

Op 1 juli 2012 is de 1832 verkocht aan HSL Logistik Benelux. Hij is in een zwart-witte kleurstelling ('Dambord') uitgevoerd en reed onder andere keteltreinen tussen Kijfhoek en Bad Bentheim en autotreinen tussen Amersfoort en Bad Bentheim en de Sloehaven. In april 2017 kwam de 1832 terzijde te staan te Kijfhoek. Op 3 juli 2017 is aan HSL Logistik B.V. te 's-Hertogenbosch voorlopige surseance van betaling verleend. Op 19 oktober 2017 is dit omgezet in een faillissement.

### Rotterdam Rail Feeding

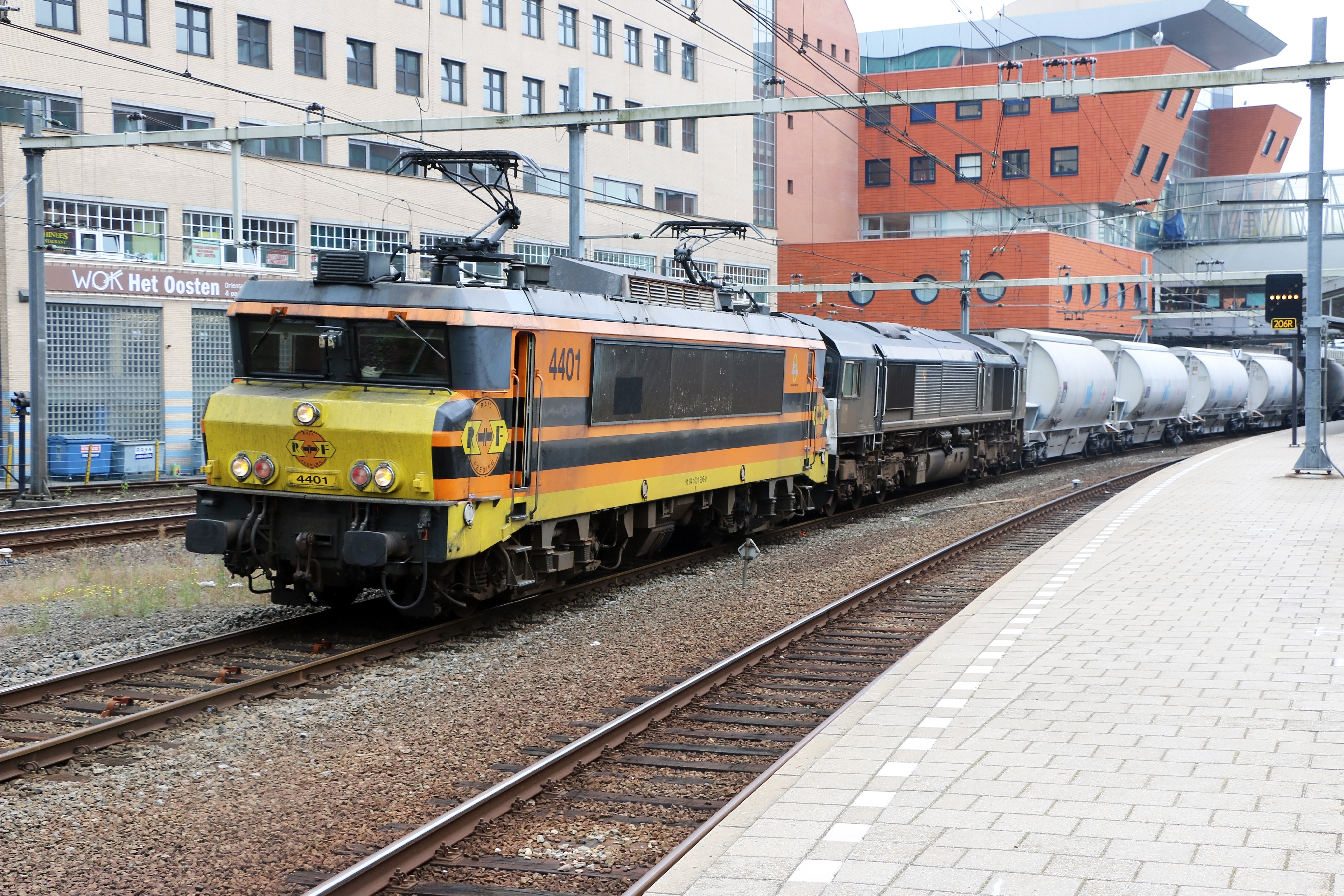
Locs RRF 4401 en 653-05 met Dolimetrein te Amersfoort; 23 september 2014.

Rotterdam Rail Feeding BV (RRF) heeft de ex-HUSA 1606 (4401) en de ex-HUSA 1609 (4402) verworven. De in RRF-huisstijl gestoken 4401 werd op 7 februari 2014 gepresenteerd. Op 21 februari 2014 werd de 4402 afgeleverd op het emplacement Waalhaven Zuid. De locomotieven rijden keteltreinen, de dolimetrein en enkele autotreinen.

### Euro-Express Treincharter

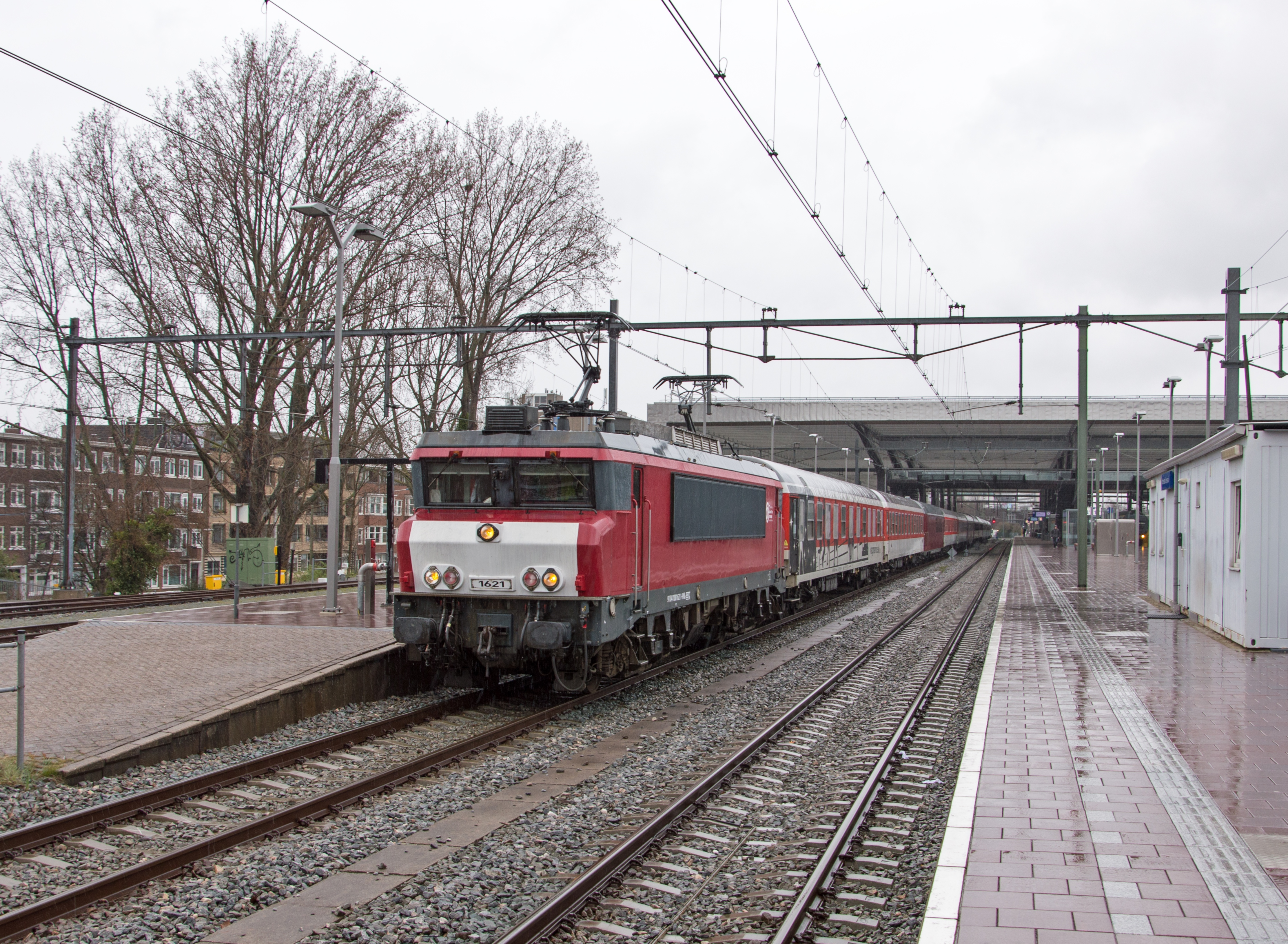
Loc 1621 met skitrein te Rotterdam Centraal; 29 maart 2015.

EETC heeft begin 2015 drie locomotieven van de serie 1600 overgenomen van Jacko Fijn Techniek. Het betrof de 1618 (ex-Railmotion), 1619 en 1621 (beide ex-HUSA). De locomotieven werden gereviseerd op het Railpro-terrein te Hilversum door Jacko Fijn Techniek. De 1621 is op 14 februari overgebracht van het RailPro-terrein via Amersfoort naar de Watergraafsmeer (waar EETC zijn basis gevestigd had). De ex-HUSA-locomotieven zijn na de verkoop ontdaan van hun eigendomskenmerken, maar bevinden zich nog wel in de HUSA-kleurenstelling. De 1621 is in de week komend op de overbrenging beplakt in de EETC-rode kleurstelling, met een logo van Jacko Fijn Techniek, dat de locomotieven reviseerde. De locomotief reed op 19 februari zijn eerste voor EETC. 's Ochtends reed hij een slag Watergraafsmeer – Hilversum v.v. als losseloctrein, en 's middags reed de locomotief een slag Watergraafsmeer – Apeldoorn v.v. met rijtuigen. De 1618 en de 1619 zijn op 28 maart 2015 overgebracht van het Railpro-terrein op dezelfde manier als de 1621. De 1618 bevindt zich nog in de oude NS-kleurstelling en heeft sinds 2004 stilgestaan. De verwachting was dat hij in het voorjaar van 2015 in dienst zouden komen. Na het stoppen van EETC in april staan alle locomotieven weer terzijde. Uiteindelijk heeft alleen de 1621 bij EETC gereden; de 1618 en 1619 stonden nog steeds terzijde. Af en toe worden de locs nog gebruikt om rijtuigen voor te verwarmen. Na het stoppen van de activiteiten worden de rijtuigen van EETC alsnog verhuurd.

### Captrain Nederland B.V.

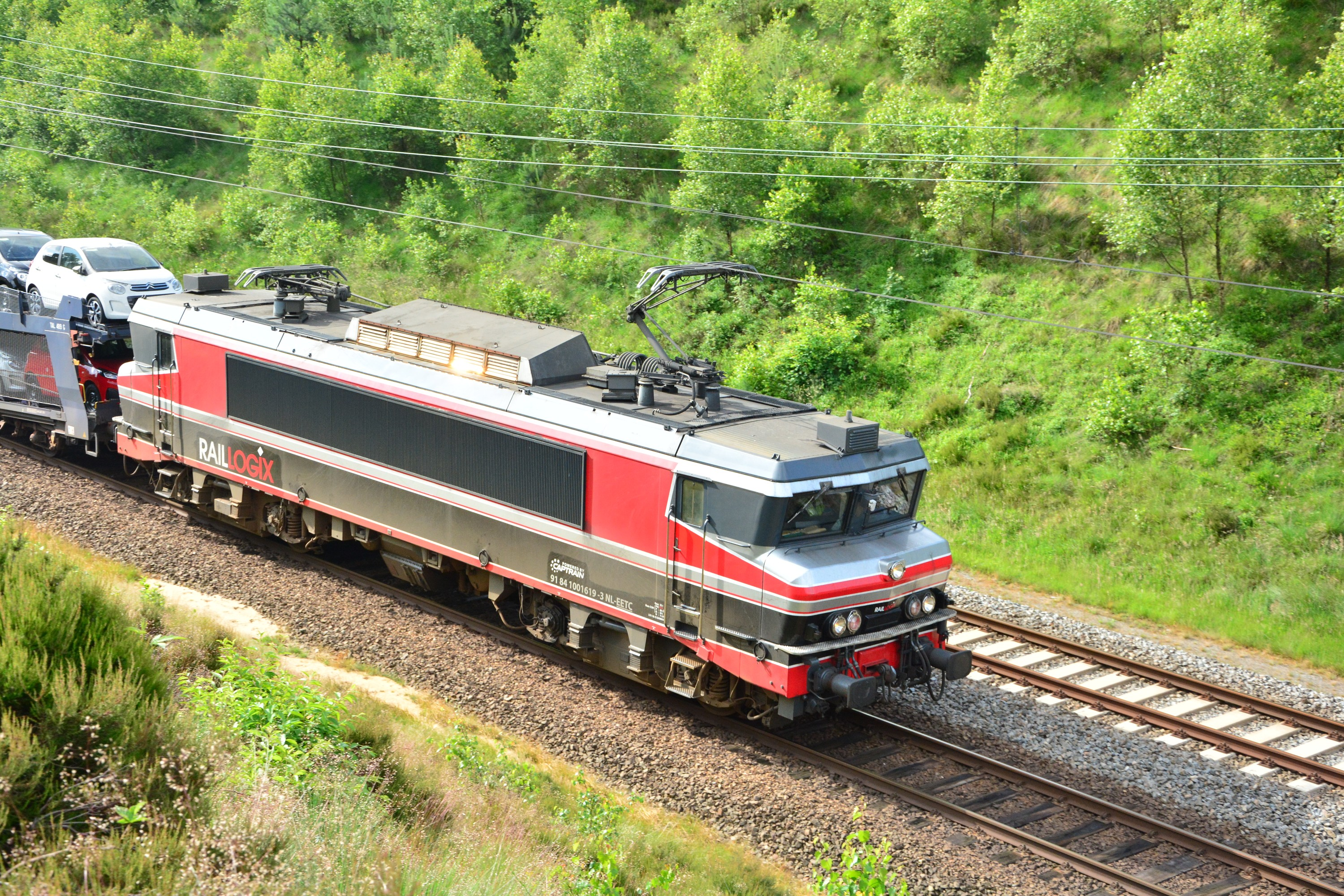
Loc 1619 van Captrain in bonte beschildering in 'Franse stijl' in de ingraving bij Assel; 18 juni 2016.

Captrain Nederland B.v. maakte op 2 december 2015 bekend de 1618, 1619 en 1621 te huren van EETC. Ook zeiden zij dat de 1621, omdat hij nog in goede staat is dankzij de revisie van EETC, per 3 december 2015 al zou gaan rijden. De locs worden voornamelijk voor autotreinen ingezet tussen Bad Bentheim en Roosendaal. Op 8 januari 2016 kwam de 1621 in de Captrain-kleurstelling (lichtgrijs / lichtgroen) uit de werkplaats bij Volker Materieel in Dordrecht. Op 14 januari 2016 is de 1619 in de kleuren van Raillogix (rood / wit / zwart) op de baan verschenen. De 1618 is eind januari 2017 in Raillogix-kleurstelling gebracht. Op 1 februari 2017 is deze loc in dienst gesteld. Sinds 2018 is de 1621 buiten dienst gesteld en staat nu terzijde. Sinds 2019 is de 1619 ook buiten dienst gesteld en stond daarna terzijde in Amersfoort.

### Railexperts B.V.

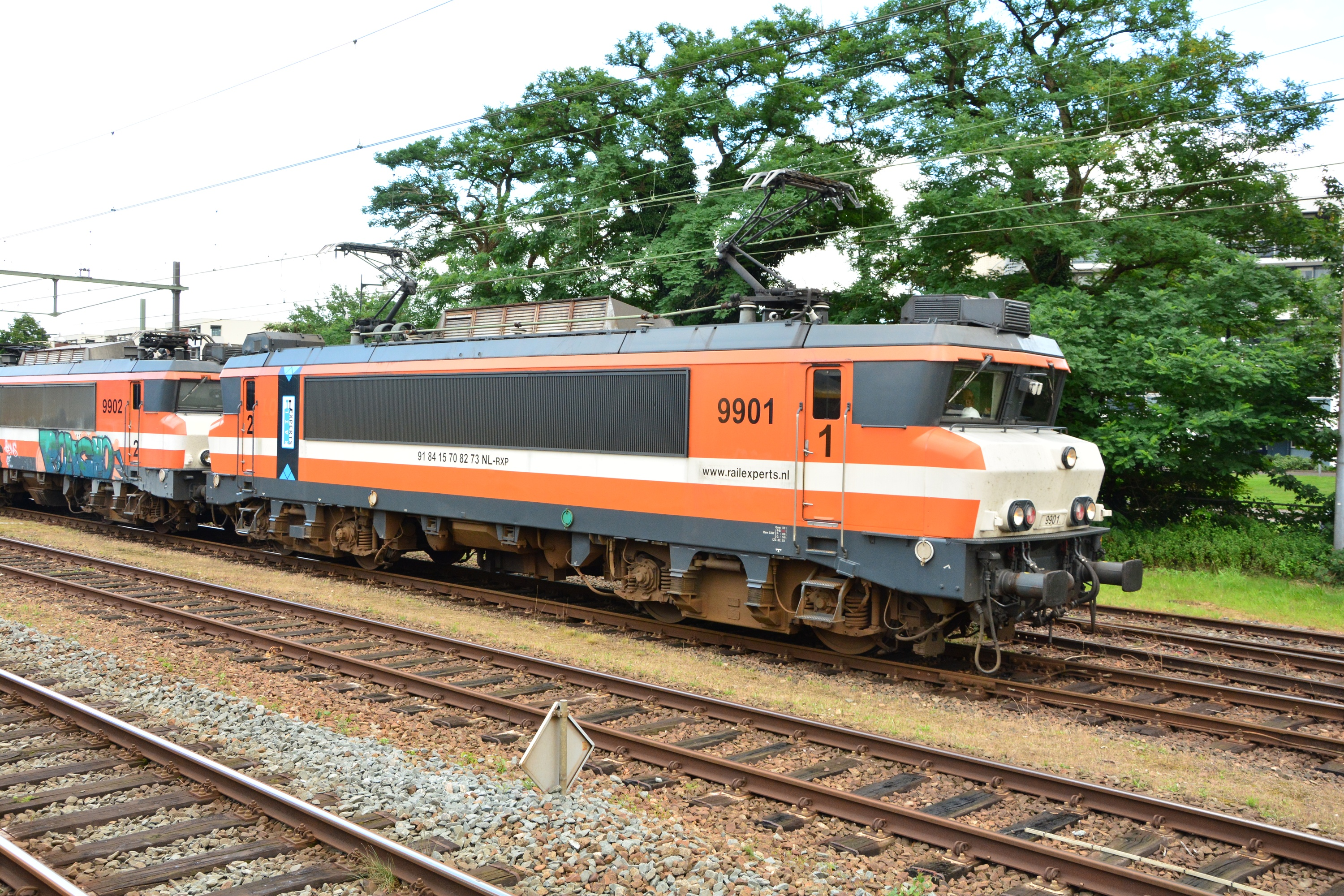
Loc 9901 van Railexperts op 14 juli 2017 te Apeldoorn, vlak voor vertrek richting Amersfoort.

Op 15 juni 2017 maakte Railexperts bekend de 9901 van Locon overgenomen te hebben. De loc blijft rondrijden in het Locon-oranje met een grote sticker met het logo van Railexperts aan beiden kanten.
In september 2020 zijn de ex DB Cargo 1611, 1615 en 1616 (rijvaardig) en de 1602, 1604 en 1614 (Niet rijvaardig) overgenomen door Railexperts. De eerste drie kregen de nummers 9903, 9904 en 9902. Op 8 mei 2021 werd bekendgemaakt dat het Duitse RailAdventure een meerderheidsbelang in Railexperts nam. Ter gelegenheid hiervan werd de 9903 (ex 1611) in Railadventure-kleuren geschilderd en mocht meteen die dag een eerste overbrenging doen.
| NS-nummer | Railexperts-nummer |
| --------- | ------------------ |
| 1611      | 9903               |
| 1615      | 9904               |
| 1616      | 9902               |
| 1827      | 9901               |

### Rail Force One B.V.

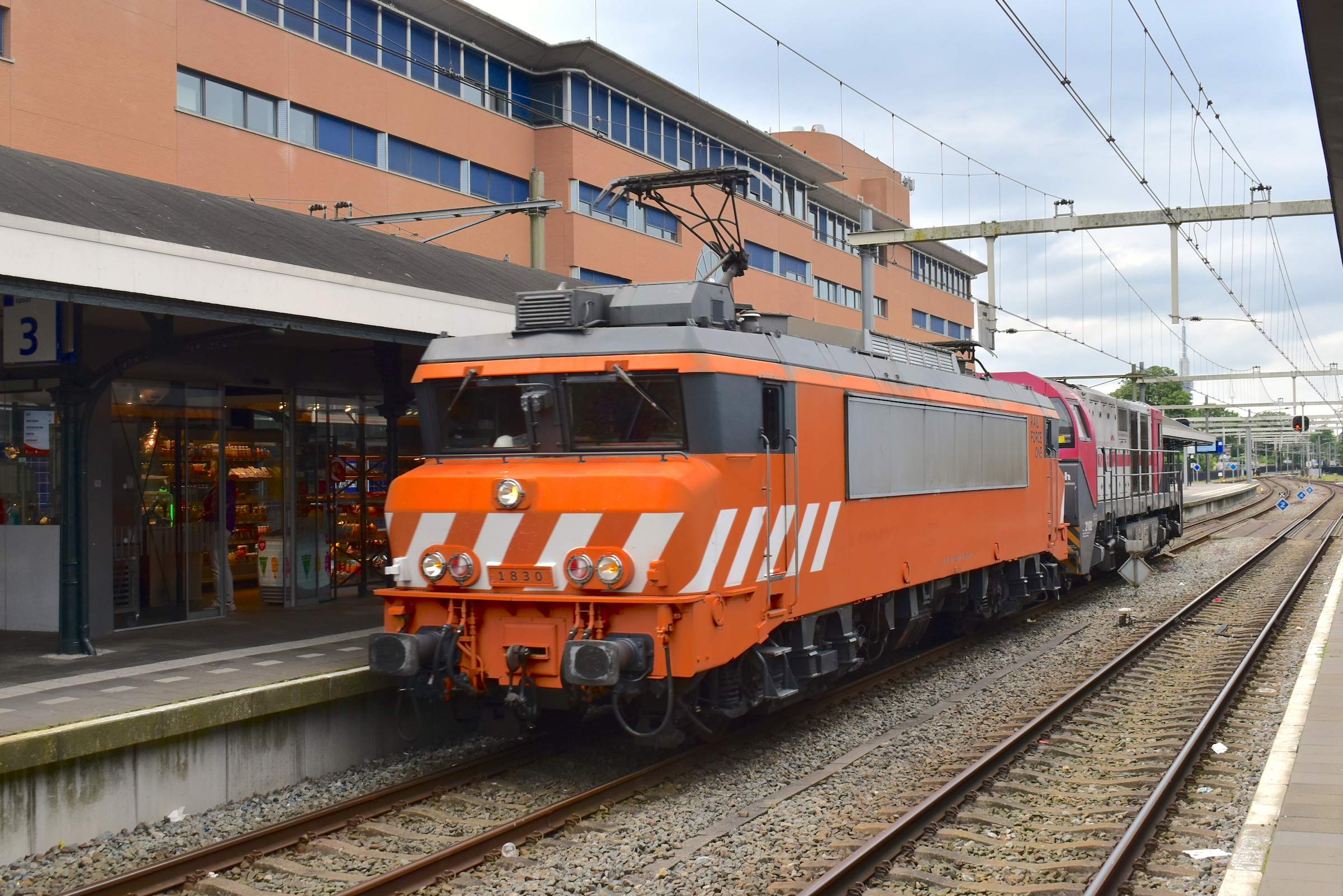
Loc 1830 in Portugese kleurencombinatie met schrikstrepen te Hilversum

Sinds juli 2017 is Rail Force One als zelfstandig vervoerder actief in Nederland. Voor het goederenvervoer binnen Nederland gebruikt RFO sindsdien de voormalige Locon-locomotieven 1828, 1829, 1830, 1831 en 1837. Ze zijn na het faillissement van Locon overgenomen door RailRelease en weer teruggenummerd naar hun oorspronkelijke NS-nummer. Vanaf 1 oktober 2018 werd ook de 1837 in gebruik genomen, die eerder door RRL was verhuurd aan Captrain. Aan het begin van 2019 werd Ex-Locon 9908 gereviseerd en werd RFO 1830. Van de vijf locomotieven rijden er nog drie in de oranje-witte Locon-huisstijl rond. Loc 1829 is sinds de zomer van 2018 in de grijs-zwarte huisstijl van Rail Force One gestoken. Op 23 juli 2018 werd de eerste rit in de grijze kleurstelling gereden. De 1828 werd op 12 januari 2022 gepresenteerd in een vergelijkbaar kleurenschema, maar dan met een rood-wit-blauwe band over de loc, gebaseerd op de kleuren die Amtrak voerde tot 2000. In 2020 werd de 1830 voorzien van een nieuw jasje. Hij werd naar Portugees voorbeeld oranje geverfd. Als proef werd op beide neuzen een ander ontwerp toegepast, met op een neus een Marokkaanse snor en op de andere de Portugese schrikstrepen. Aan een kant werd ook het rooster oranje geschilderd. In 2021 werd hij overgeschilderd overgedaan en kreeg de loc een compleet oranje outfit, met op beide neuzen Portugese schrikstrepen en licht-grijze roosters aan de zijkanten.

### Shunter B.V.
Op 30 april 2013 werd loc 1823 verkocht aan Shunter. Hij werd bij Shunters werkplaats aan de Blindeweg te Rotterdam voorzien van een dieselmotor van het type MTU 6V396. Dit project is in 2014 beëindigd om bedrijfseconomische redenen. Later werd de locomotief afgevoerd om als oefenobject voor de brandweer te worden gebruikt in Wijster.

### Strukton Rail Nederland B.V.

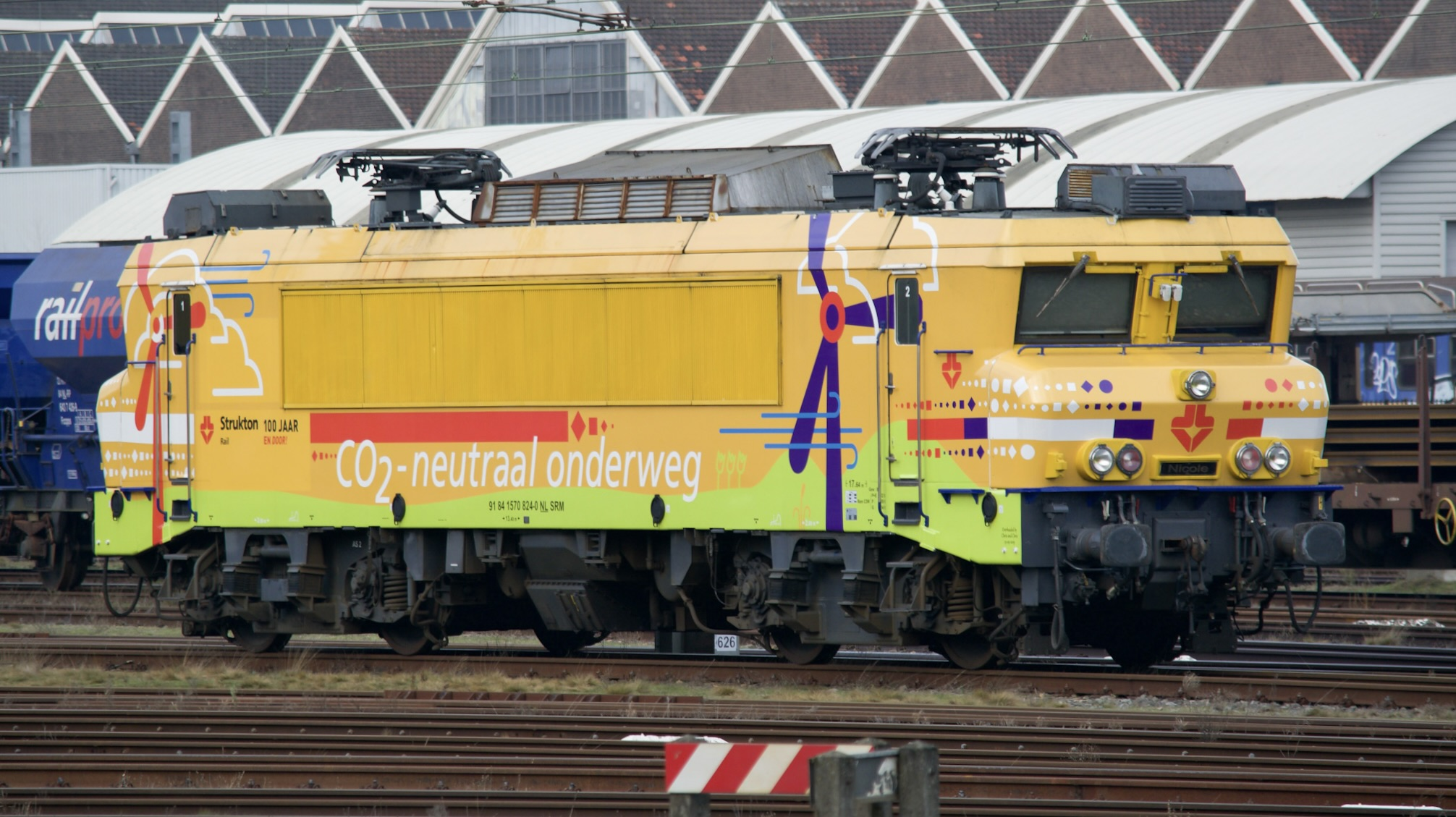
De 1824 van Strukton "Nicole" gerangeerd op Amersfoort Centraal. Voormalig NS 1824 "Alkmaar".

Op 13 maart 2019 maakte Strukton Rail bekend dat zij loc 1824 had aangekocht. De loc werd weer gecompleteerd en bedrijfsklaar gemaakt. In de toekomst wil men de locomotief voorzien van een batterij, zodat hij ook op sporen zonder bovenleiding kan rijden. Naast de 1824 heeft Strukton drie 1700's en een 2-tal DD-AR stuurstandrijtuigen overgenomen voor haar doel om meer elektrisch te rijden.

### Train Charter Services B.V.
Eind 2020 nam TCS de 1835 over van de Bentheimer Eisenbahn. De loc is hernummerd naar 102001 en bestickerd in het bekende kleurenschema dat men al kent van de 1700'en.
Sinds het najaar van 2021 rijdt de loc de Dinner-Train-ritten, waarbij met vier restorijtuigen een rondje door Nederland wordt gereden.

### Museumloc
Vanaf 2008 verminderde de behoefte aan getrokken rijtuigen sterk, als gevolg van de instroom van (veel) nieuwe treinstellen, zodat ook de locomotieven langzamerhand overbodig werden. Zo verwierf het Spoorwegmuseum in 2010 loc 1856 in dienstvaardige toestand. Het oorspronkelijke nummer 1656 werd begin 2011 weer op de locomotief aangebracht. Het inmiddels verdwenen wapen 'Hoogeveen' is nog niet teruggekeerd.
Als tweede loc werd de 1840 verworven, die gebruikt is voor de voorraad van reserveonderdelen. Nadat de loc compleet geplukt was, werd hij in 2019 meegenomen in de sloopronde voor 1700's en werd op 9 oktober 2019 afgevoerd naar HKS Metals, waar hij gesloopt werd.

## Overzicht
| Nummer | In dienst | Wapen            | Huidige (of laatste) eigenaar   | Huidig (of laatste) nummer | Huidige (of laatste) kleurstelling                 | Status               | Opmerkingen | Foto |
| ------ | --------- | ---------------- | ------------------------------- | -------------------------- | -------------------------------------------------- | -------------------- | --- | ---- |
| 1601   | 1981      | Amsterdam        | (DB Schenker Rail)              | (1601)                     | (NS-geel)                                          | Gesloopt in 2019     | |      |
| 1602   | 1981      | Schiphol         | Railexperts                     | 1602                       | DB-rood                                            | Terzijde             | Plukloc |      |
| 1603   | 1981      | Zutphen          | (DB Schenker Rail)              | (1603)                     | (NS-geel)                                          | Gesloopt in 2018     | |      |
| 1604   | 1981      | Dordrecht        | Railexperts                     | 1604                       | DB-rood                                            | Terzijde             | Plukloc |      |
| 1605   | 1981      | Breda            | (DB Schenker Rail) (Railion)    | (1605)                     | (NS-geel)                                          | Gesloopt in 2009     | |      |
| 1606   | 1981      | Harderwijk       | RRF                             | 4401                       | RRF-geel-oranje-zwart                              | In dienst            | |      |
| 1607   | 1981      | Vlissingen       | (Jacko Fijn Techniek)           | (1607)                     | (NS-geel)                                          | Gesloopt in 2015     | Ter gelegenheid van de 150e verjaardag van de Nederlandse Spoorwegen werden er op 19 februari 1989 60 intercityrijtuigen achter de loc gekoppeld om het wereldrecord langste reizigerstrein te breken. |      |
| 1608   | 1981      | 's-Hertogenbosch | (Jacko Fijn Techniek)           | (1608)                     | (NS-geel)                                          | Gesloopt in 2015     | |      |
| 1609   | 1981      | Hoofddorp        | RRF                             | 4402                       | RRF-geel-oranje-zwart                              | In dienst            | |      |
| 1610   | 1981      | Hengelo          | (Shunter)                       | (1610)                     | (NS-geel)                                          | Gesloopt in 2007     | |      |
| 1611   | 1981      | Venlo            | Railexperts                     | 9903                       | Grijs/wit kleurstelling RailAdventure              | In dienst            | |      |
| 1612   | 1981      | Goes             | (DB Schenker Rail)              | (1612)                     | (DB-rood)                                          | Gesloopt in 2020     | Plukloc |      |
| 1613   | 1981      | Roermond         | (DB Schenker Rail)              | (1613)                     | (NS-geel)                                          | Gesloopt in 2020     | Voorzien van DB Schenker Rail-logo |      |
| 1614   | 1981      | Schiedam         | Railexperts                     | 1614                       | DB-rood                                            | Terzijde             | Plukloc |      |
| 1615   | 1981      | Zandvoort        | Railexperts                     | 9904                       | DB-rood                                            | Terzijde             | |      |
| 1616   | 1981      | Oldenzaal        | Railexperts                     | 9902                       | Blauw “Tommie en Tess” uitvoering                  | In dienst            | |      |
| 1617   | 1981      | Assen            | (Jacko Fijn Techniek)           | (1617)                     | (NS-geel)                                          | Gesloopt in 2015     | |      |
| 1618   | 1981      | Almelo           | Railexperts                     | 1618                       | Raillogix-rood-wit-zwart                           | Terzijde             | |      |
| 1619   | 1981      | Maastricht       | Railexperts                     | 1619                       | Raillogix-rood-wit-zwart                           | Terzijde             | |      |
| 1620   | 1981      | Arnhem           | (Jacko Fijn Techniek)           | (1620)                     | (NS-geel)                                          | Gesloopt in 2015     | |      |
| 1621   | 1981      | Deventer         | Railexperts                     | 1621                       | Captrain-lichtgrijs-lichtgroen                     | Terzijde             | |      |
| 1622   | 1982      | Haarlem          | (Railion)                       | (1620)                     | (NS-geel)                                          | Gesloopt in 2009     | |      |
| 1623   | 1982      | Hilversum        | Shunter                         | 1823                       | NS-geel                                            | Terzijde             | Werd door Shunter omgebouwd tot hybride diesel/elektrische trein, maar kwam nooit in dienst. Inmiddels in Wijster voor brandweeropleidingen.                                                           |      |
| 1624   | 1982      | Alkmaar          | Strukton                        | 1824                       | Geel/groen                                         | In dienst            | |      |
| 1625   | 1982      | Sittard          | (Railion)                       | (1625)                     | (NS-geel)                                          | Gesloopt in 2009     | |      |
| 1626   | 1982      | Meppel           | (NS Financial Services Company) | (1626)                     | (NS-geel)                                          | Gesloopt in 2010     | |      |
| 1627   | 1982      | Gouda            | Railexperts                     | 9901                       | Locon-oranje                                       | In dienst            | |      |
| 1628   | 1982      | Apeldoorn        | RailReLease                     | 1828                       | Rail Force One-grijs + NL vlag band                | In dienst            | Rijdt voor Rail Force One |      |
| 1629   | 1982      | Ede              | RailReLease                     | 1829                       | Rail Force One-grijs                               | In dienst            | Rijdt voor Rail Force One |      |
| 1630   | 1982      | Zwolle           | RailReLease                     | 1830                       | Oranje met op beide neuzen Portugese schrikstrepen | In dienst            | Rijdt voor Rail Force One |      |
| 1631   | 1982      | Voorburg         | RailReLease                     | 1831                       | Locon-oranje                                       | In dienst            | Rijdt voor Rail Force One |      |
| 1632   | 1982      | Nijmegen         | Railexperts                     | 1832                       | Zwart-wit geblokt                                  | Terzijde             | |      |
| 1633   | 1982      | Bergen op Zoom   | Jacko Fijn Techniek             | 1833                       | NS-geel                                            | Terzijde             | Plukloc |      |
| 1634   | 1982      | Lelystad         | RailReLease                     | 9902                       | Locon-oranje                                       | Terzijde             | Plukloc |      |
| 1635   | 1982      | Enschede         | Train Charter Services          | 102001                     | Blauw-wit                                          | In dienst            | |      |
| 1636   | 1982      | Heerenveen       | RailReLease                     | 9905                       | Locon-oranje                                       | Terzijde             | Plukloc |      |
| 1637   | 1982      | Amersfoort       | RailReLease                     | 1837                       | Locon-oranje                                       | In dienst            | Rijdt voor Rail Force One |      |
| 1638   | 1982      | Groningen        | (NS Reizigers)                  | (1838)                     | (NS-geel)                                          | Gesloopt in 2007     | |      |
| 1639   | 1982      | Leiden           | (NS Reizigers)                  | (1839)                     | (NS-geel)                                          | Gesloopt in 2015     | |      |
| 1640   | 1982      | Steenwijk        | (Spoorwegmuseum)                | 1840                       | (NS-geel)                                          | Gesloopt in 2019     | Plukloc |      |
| 1641   | 1982      | Almere           | (NS Reizigers)                  | (1841)                     | (NS-geel)                                          | Gesloopt in 2009     | |      |
| 1642   | 1982      | Weert            | (NS Reizigers)                  | (1842)                     | (NS-geel)                                          | Gesloopt in 2015     | |      |
| 1643   | 1982      | Heerlen          | (NS Reizigers)                  | (1843)                     | (NS-geel)                                          | Gesloopt in 2015     | |      |
| 1644   | 1982      | Roosendaal       | (NS Reizigers)                  | (1844)                     | (NS-geel)                                          | Gesloopt in 2015     | |      |
| 1645   | 1982      | Middelburg       | (NS Reizigers)                  | (1845)                     | (NS-geel)                                          | Gesloopt in 2015     | |      |
| 1646   | 1982      | Leeuwarden       | (NS Reizigers)                  | (1846)                     | (NS-geel)                                          | Gesloopt in 2015     | |      |
| 1647   | 1982      | Delft            | (NS Reizigers)                  | (1847)                     | (NS-geel)                                          | Gesloopt in 2015     | |      |
| 1648   | 1982      | Valkenburg       | (NS Reizigers)                  | (1848)                     | (NS-geel)                                          | Gesloopt in 2015     | |      |
| 1649   | 1982      | Oss              | (NS Reizigers)                  | (1849)                     | (NS-geel)                                          | Gesloopt in 2014     | |      |
| 1650   | 1982      | Den Haag         | (NS Reizigers)                  | (1850)                     | (NS-geel)                                          | Gesloopt in 2015     | |      |
| 1651   | 1982      | Tilburg          | (NS Reizigers)                  | (1851)                     | (NS-geel)                                          | Gesloopt in 2010     | |      |
| 1652   | 1982      | Utrecht          | (NS Reizigers)                  | (1852)                     | (NS-geel)                                          | Gesloopt in 2015     | |      |
| 1653   | 1983      | Den Helder       | (NS Reizigers)                  | (1853)                     | (NS-geel)                                          | Gesloopt in 2015     | |      |
| 1654   | 1983      | Geleen           | (NS Reizigers)                  | (1854)                     | (NS-geel)                                          | Gesloopt in 2015     | |      |
| 1655   | 1983      | Eindhoven        | (NS Reizigers)                  | (1855)                     | (NS-geel)                                          | Gesloopt in 2015     | |      |
| 1656   | 1983      | Hoogeveen        | Spoorwegmuseum                  | 1656                       | NS-geel                                            | Museumloc sinds 2010 | |      |
| 1657   | 1983      | Rotterdam        | (NS Reizigers)                  | (1857)                     | (NS-geel)                                          | Gesloopt in 2015     | |      |
| 1658   | 1983      | Zaandam          | (NS Reizigers)                  | (1858)                     | (NS-geel)                                          | Gesloopt in 2015     | |      |

## Enkele locwapens

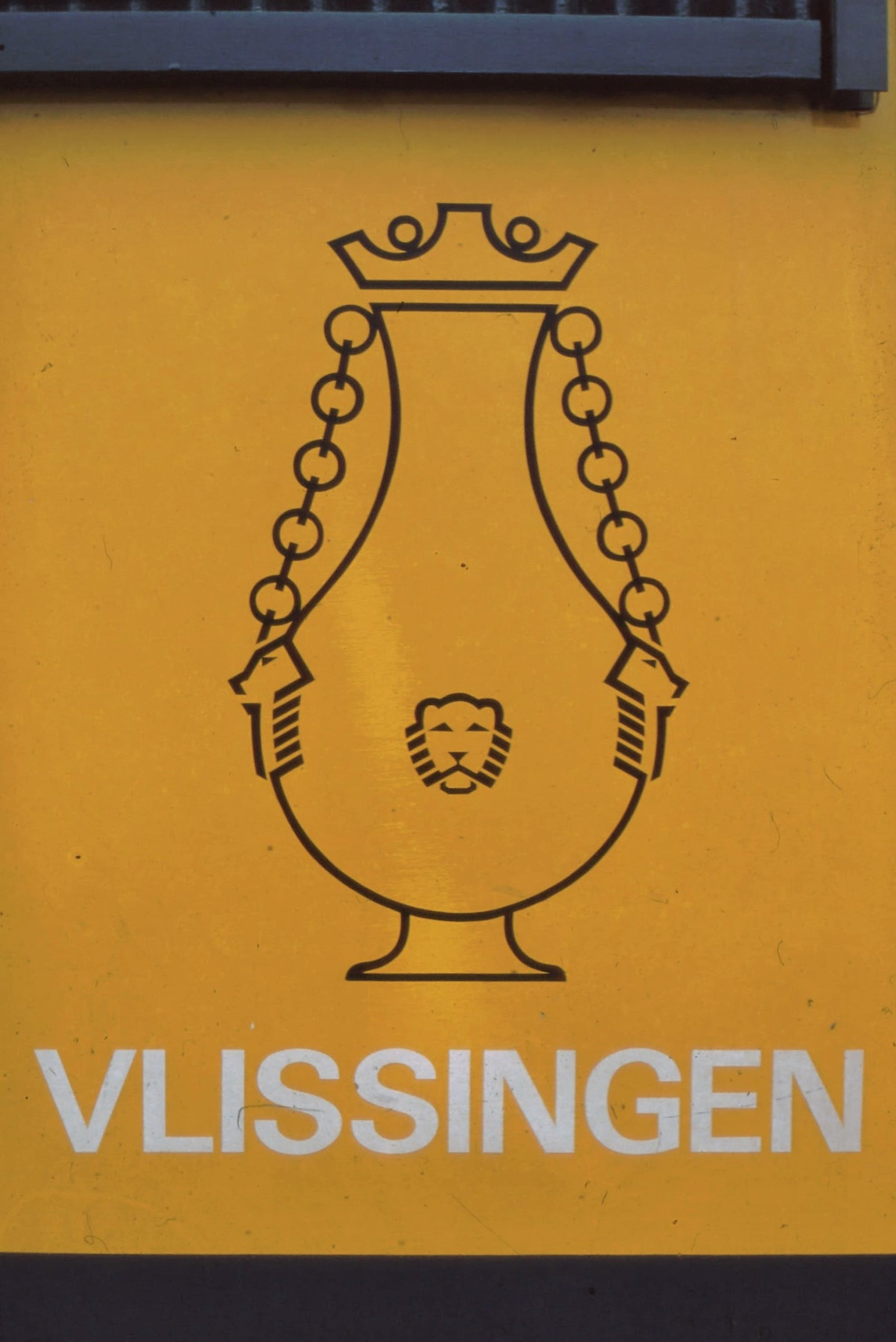
Loc 1607 - Vlissingen
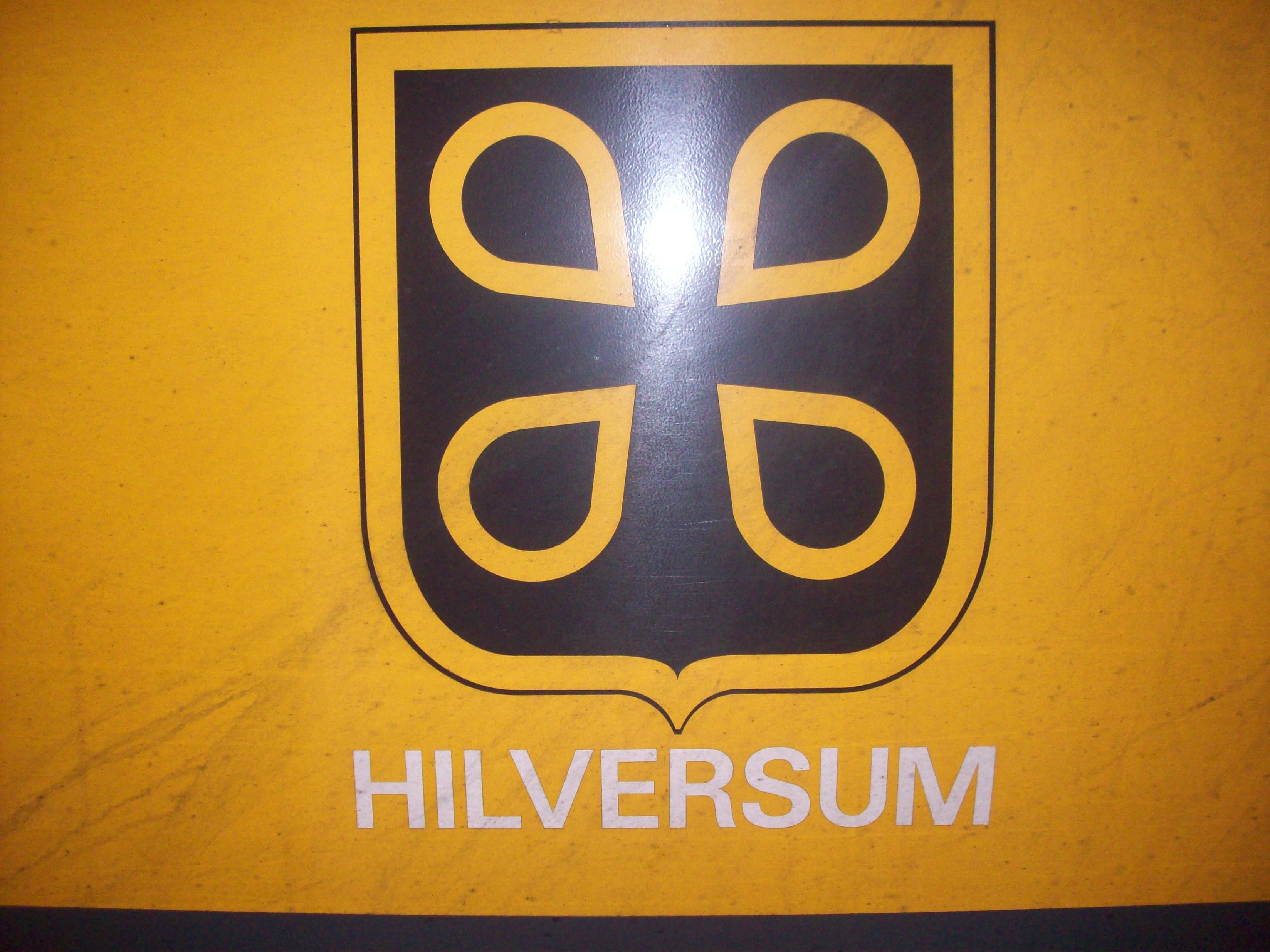
Loc 1823 - Hilversum
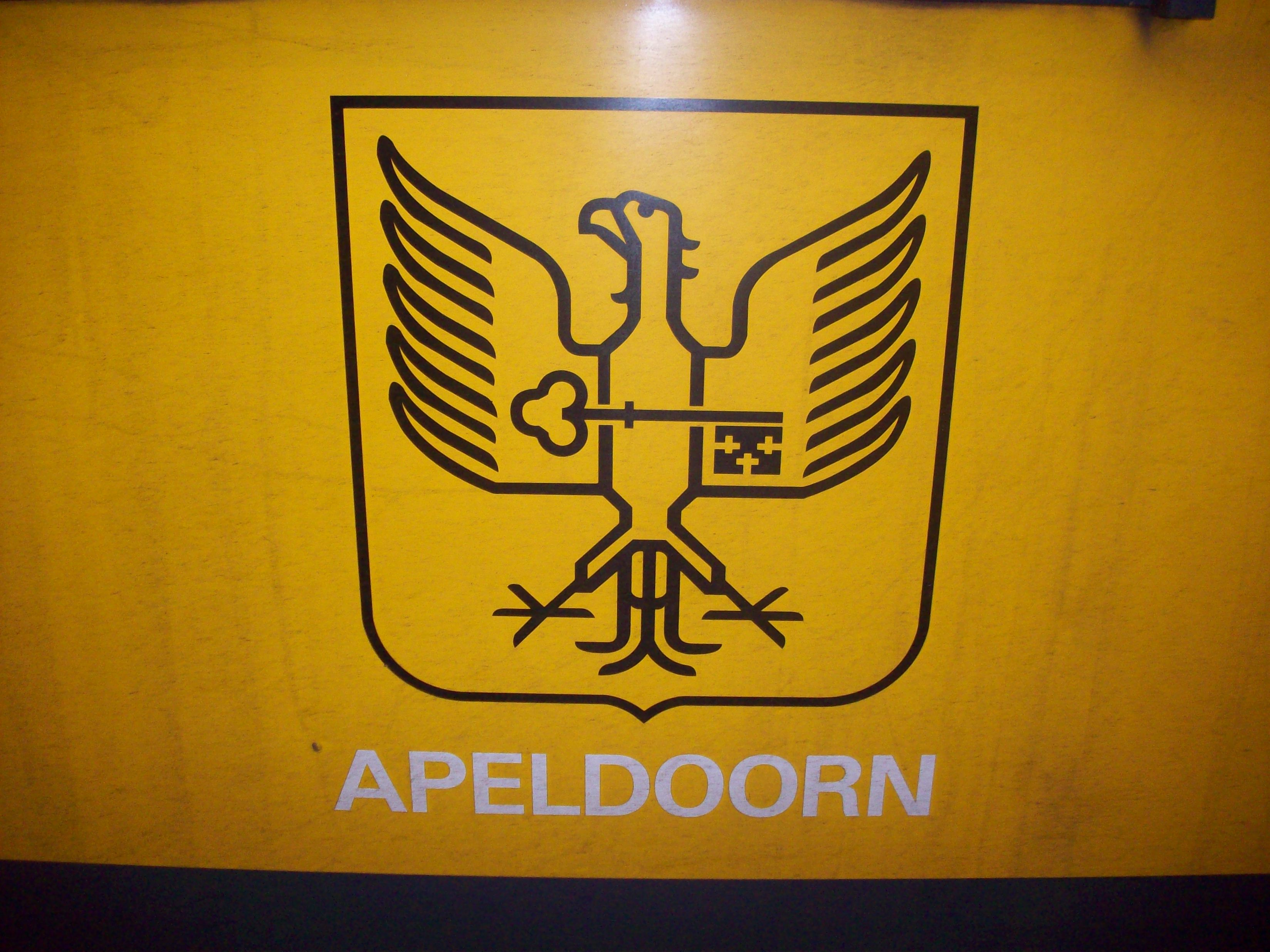
Loc 1828 - Apeldoorn
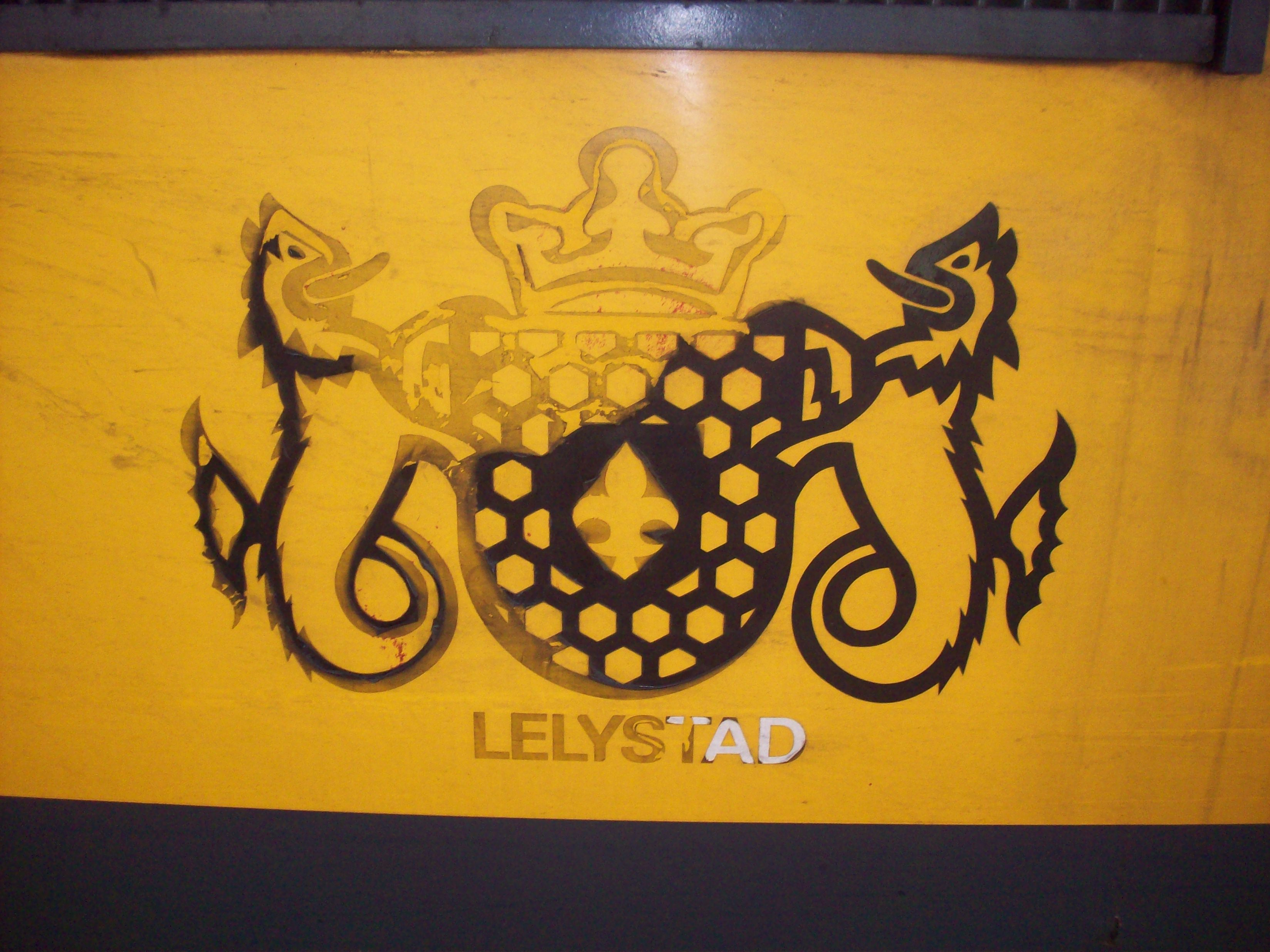
Loc 1834 - Lelystad
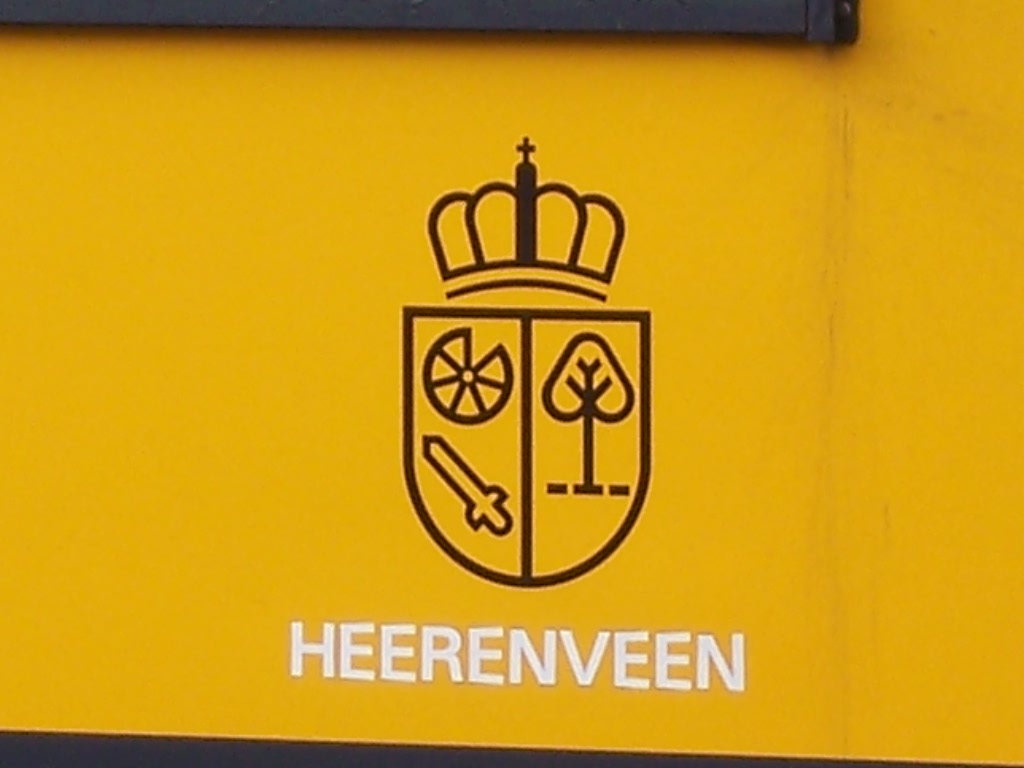
Loc 1836 - Heerenveen
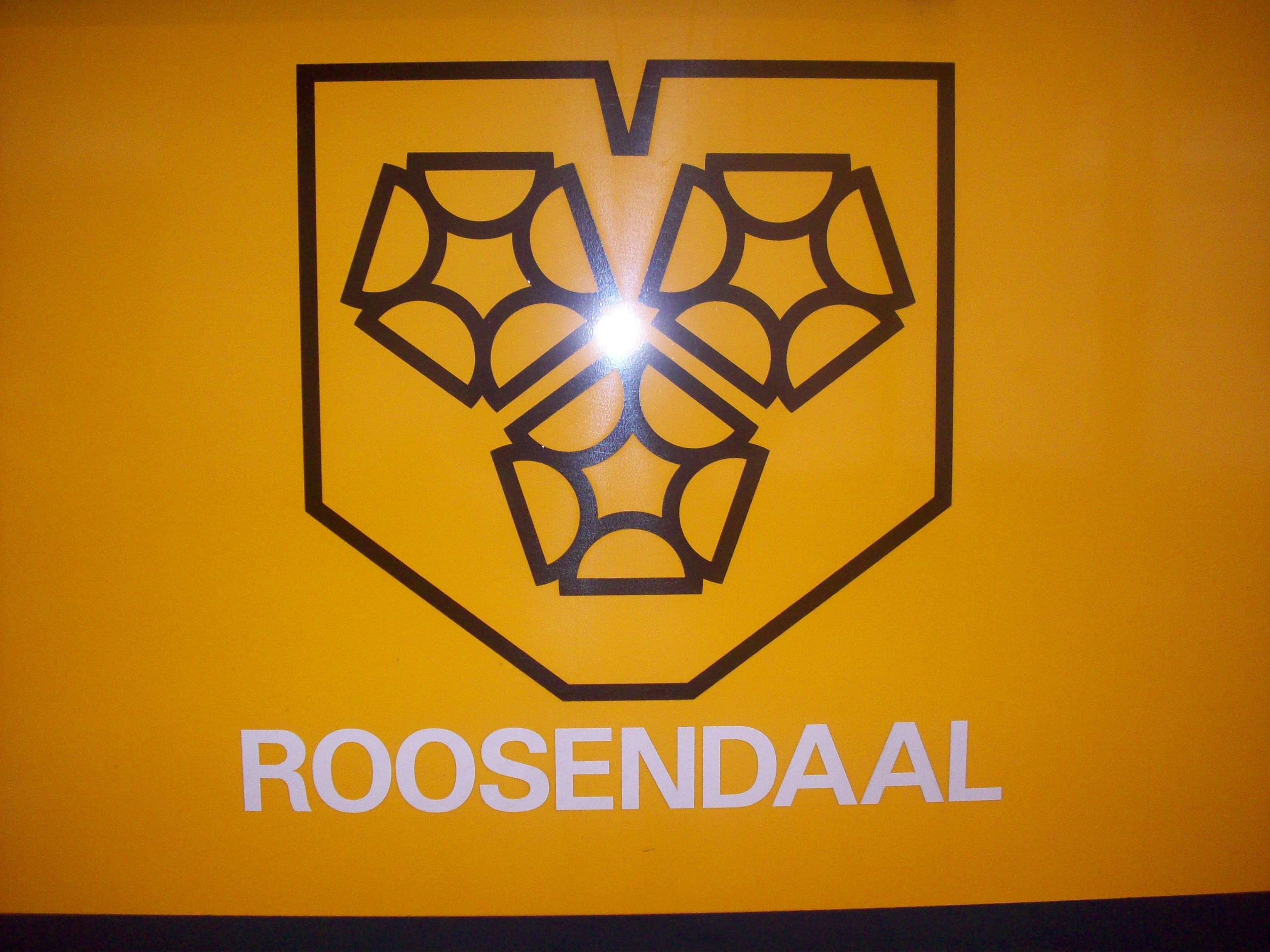
Loc 1844 - Roosendaal
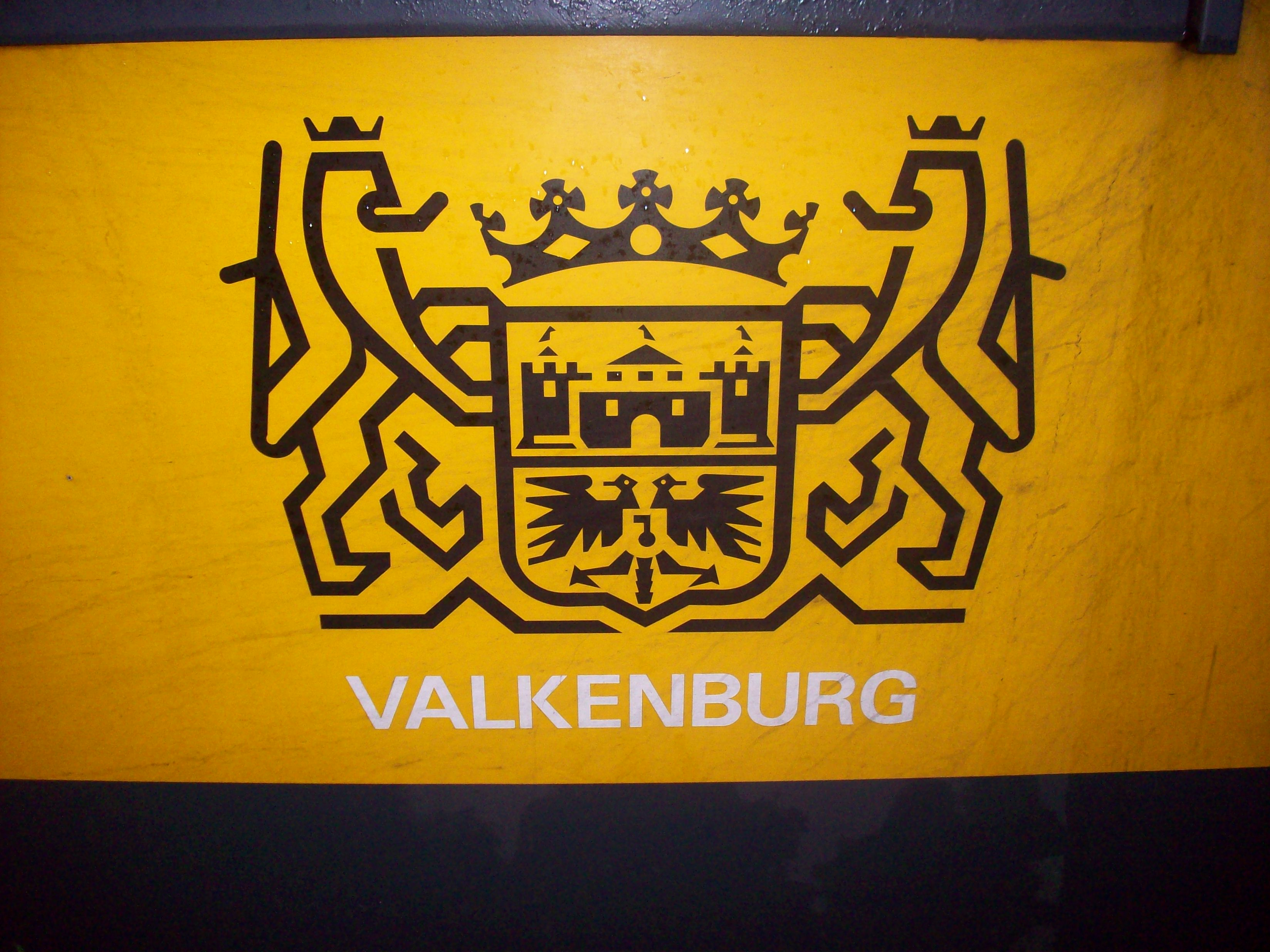
Loc 1848 - Valkenburg
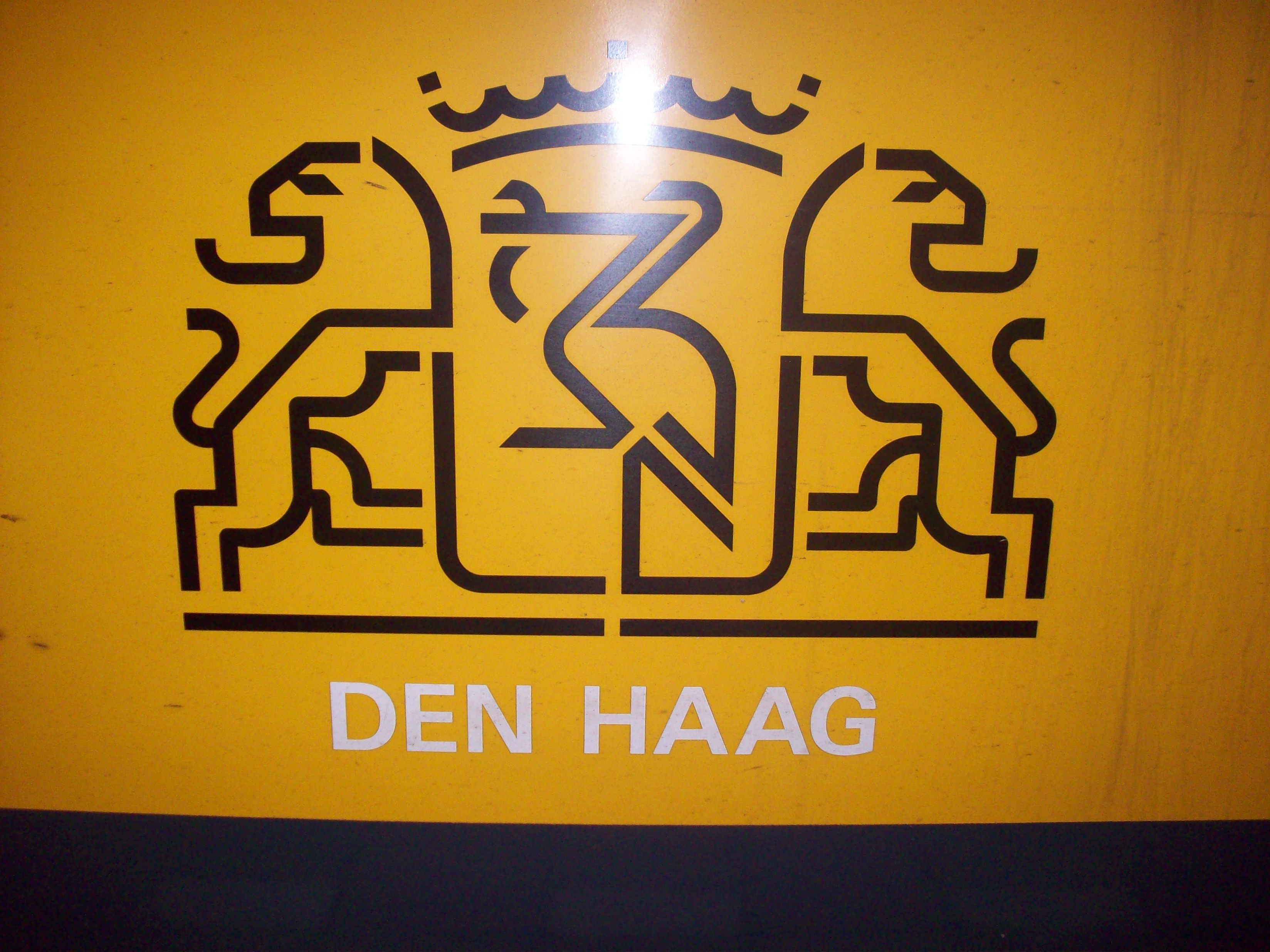
Loc 1850 - Den Haag